# Bibliothèque
Pour les articles homonymes, voir bibliothèque (homonymie).

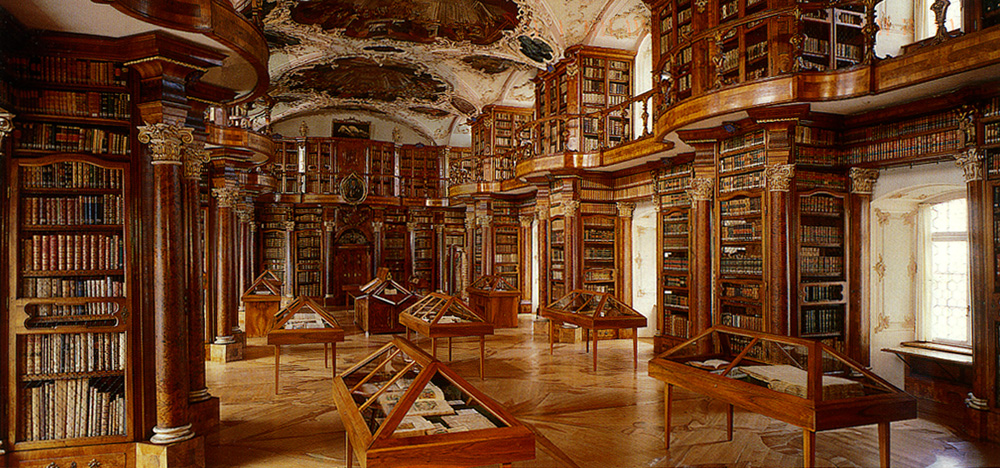
Bibliothèque de l'abbaye de Saint-Gall (IXe siècle, patrimoine mondial, Suisse).

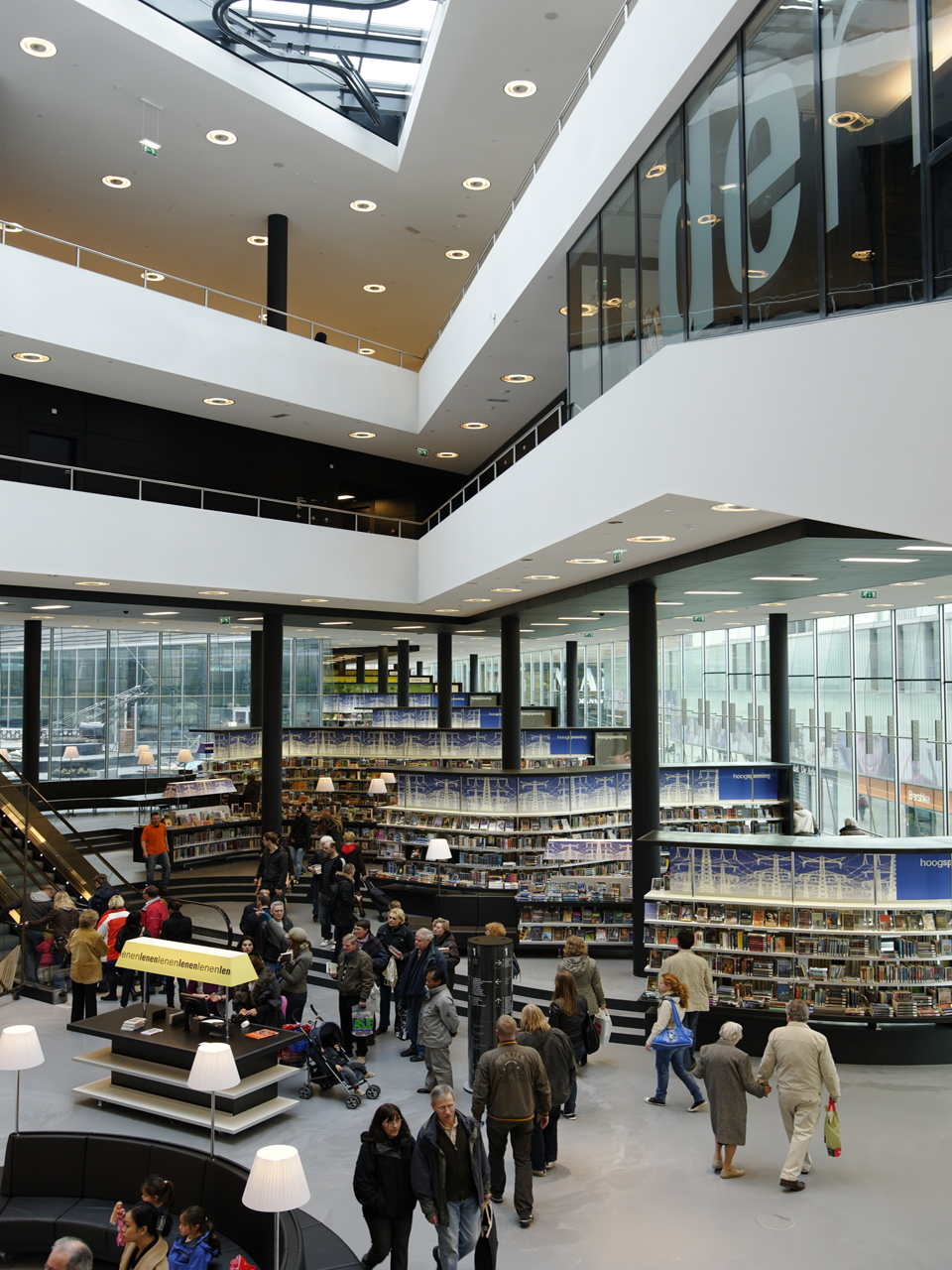
Bibliothèque publique à Almere (Pays-Bas).

Une bibliothèque (du grec ancien βιϐλιοθήκη / bibliothếkê, de βιβλίον / biblíon, « livre », et θήκη / thếkê, « boîte, coffre, caisse ») est un lieu où l'on conserve une collection organisée de livres et matériels de référence. Il existe des bibliothèques privées — y compris de riches bibliothèques ouvertes au public — des bibliothèques publiques, et des bibliothèques spécialisées entre autres. Les bibliothèques proposent souvent d'autres documents (journaux, périodiques, enregistrements sonores, enregistrements vidéo, cartes et plans, partitions) ainsi que l'accès à internet. Parfois les bibliothèques sont appelées médiathèques.
La majorité des bibliothèques (municipales, universitaires) permettent la consultation sur place ainsi que le prêt de documents. D'autres, comme la Bibliothèque publique d'information et la bibliothèque nationale de France notamment, n'autorisent que la consultation sur place. Elles peuvent alors être divisées en salles de lectures, ouvertes au public, et en magasins de bibliothèque (qui sont souvent des rangs fermés), pour le stockage de livres moins consultés. D'autres espaces, ouverts ou non au public, peuvent s'ajouter.
En 2010, avec plus de 144,5 millions de documents, dont 21,8 millions de livres, la plus grande bibliothèque du monde est la bibliothèque du Congrès à Washington D.C.. Néanmoins, la collection cumulée de livres des deux bibliothèques nationales russes atteint 32,5 millions de volumes et la collection de la British Library 150 millions d'articles. D'après l'Organisation des Nations unies pour l'éducation, la science et la culture la plus vieille bibliothèque du monde encore en activité est la bibliothèque Al Quaraouiyine de Fès au Maroc, elle renferme quatre mille manuscrits d'une valeur inestimable ayant appartenu à des scientifiques universels comme le géographe Al Idrissi, le botaniste Al-Ghassani, ou encore le médecin Avenzoar.

## Histoire

### Antiquité
Les bibliothèques apparaissent avec le besoin d'organiser la conservation et le travail des textes. Ces lieux dépendent des pouvoirs religieux et politiques, en proportion variable selon les civilisations. À Ninive, les archéologues ont retrouvé dans une partie du palais des rois d'Assyrie, vingt-deux mille tablettes d'argile, correspondant sans doute à la bibliothèque et aux archives du palais. En Égypte, les « maisons de vie », situées à proximité des temples, abritaient des bibliothèques où officiaient des bibliothécaires-enseignants dont les cours étaient réputés, y compris hors du pays. En Grèce, la tradition attribue l'ouverture de la première bibliothèque à Athènes aux Pisistratides, quoique cette assertion ait été remise en cause.
La plus célèbre bibliothèque antique est celle d'Alexandrie, en Égypte, créée au IIIe siècle av. J.-C. Les rois hellénistiques ayant du mal à légitimer leur pouvoir aux yeux des Égyptiens autochtones, ils se devaient de mener une politique d'évergétisme, afin d'apparaître comme bienfaiteurs. Ils constituaient et entretenaient de grandes bibliothèques ouvertes au public, dans des complexes culturels (musée, gymnase). Le coût de ces équipements était très élevé car, outre le prix d'achat ou de copie des livres et du papyrus, que l'on ne trouvait qu'en Égypte, il fallait recopier les ouvrages régulièrement puisqu'ils s'abîmaient rapidement. Les rois entretenaient également des esclaves lecteurs pour faciliter le travail des usagers de la bibliothèque. Athènes et Pergame possédaient aussi de grandes bibliothèques, comptant plusieurs centaines de milliers de volumen. Des bibliothèques un peu plus modestes existaient à Rhodes et à Antioche.
À Rome, certaines maisons privées pouvaient comporter une bibliothèque à côté du triclinium. Celle du grammairien Tyrannion aurait contenu 30 000 volumes, tandis que celle du médecin Serenus Sammonicus en aurait contenu 60 000. Celle de Pison à Herculanum, située dans la villa des Papyrus en est un autre exemple. Il existait aussi des bibliothèques ouvertes au public, souvent gérées de manière privée ou, en tout cas, fondées sur des initiatives individuelles. Ces créations étaient largement justifiées par des objectifs de prestige politique. Par exemple, Lucullus en avait installé une dans ses jardins, Jules César voulait en ouvrir une pour les mêmes raisons et son projet fut repris par son allié Asinius Pollio, qui installa une bibliothèque publique sur le mont Aventin, à côté du Temple de la Liberté en 39 avant notre ère. Peu après, l'empereur Auguste en fonda deux autres. Rome comptait ainsi trois grandes bibliothèques au début du premier millénaire. Sous l'Empire, ce nombre s'accroît à vingt-huit bibliothèques en 377. Si certaines étaient des établissements autonomes, des bibliothèques étaient souvent intégrées aux thermes. Dans d'autres grandes villes de l'Empire, il existait aussi des bibliothèques. Le grand architecte Vitruve, qui s'était intéressé à la construction de ce genre d'édifice, recommandait qu'il soit orienté vers l'est afin de capter la lumière du matin et de réduire l'humidité susceptible d'endommager les livres.
En Chine, la diffusion des textes prend de l'importance durant les Royaumes combattants (IVe – IIIe siècle av. J.-C.), un moment d'effervescence intellectuelle comparable à la Grèce classique. Les cours seigneuriales entretenaient des lettrés, mais apparaissent aussi des écoles compilant leurs classiques. Qin Shi Huang unifia l'empire (-221), fonda la bibliothèque impériale, selon une méthode de tri plutôt autoritaire puisqu'il brûla certains livres et les lettrés qui s'en réclamaient (confucianisme). La dynastie Han perpétua l'institution pendant quatre siècles, le confucianisme devint idéologie officielle, sans pour autant réprimer les autres écoles. Dans l'histoire des idées chinoises, elle joua un rôle aussi essentiel que la bibliothèque d'Alexandrie pour la transmission de la philosophie occidentale. La catégorie de taoïsme par exemple, est due à un bibliographe Han, aussi imprécise et pourtant féconde que le titre de métaphysique donné à un livre d'Aristote.

### Moyen Âge

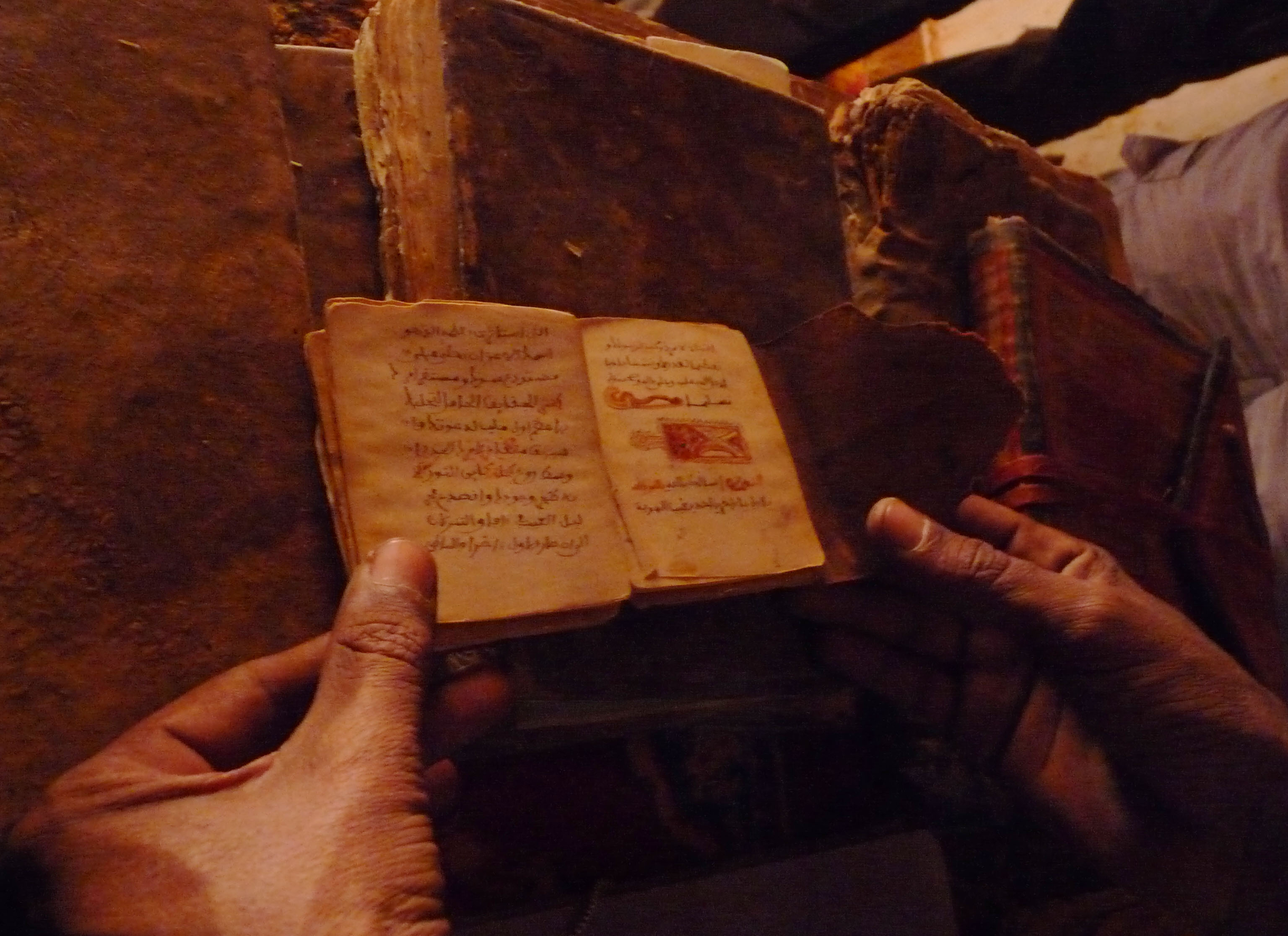
Manuscrit ancien dans la bibliothèque Al-Hamoni de Chinguetti (Mauritanie).

La tradition de la Rome antique n'a pas totalement disparu au Haut Moyen Âge. Elle se prolonge sans aucune interruption dans l'Empire romain d'Orient. La ville de Constantinople est dotée d'une bibliothèque par Constantin Ier. Cependant, la querelle iconoclaste provoque une dispersion des livres (730-840). En Occident, Cassiodore crée en 550 une importante bibliothèque à Vivarium en Calabre. Toutefois, au Moyen Âge, ce sont essentiellement les monastères qui entretiennent et enrichissent les bibliothèques, au sein desquelles sont conservés les textes utiles à la liturgie et à la prière ; mais aussi des textes non religieux, ou d'autres cultures (grecque, arabe, byzantine, etc.). C'est une volonté de préserver, de traduire le savoir sous toutes ses formes, des œuvres païennes issues de l'Antiquité, des écrits scientifiques, philosophiques, d'agricultures, de batailles, de médecine (réactualisée par les savants arabes du Moyen Âge), sur les plantes, etc., qui animent alors les érudits des monastères. On peut citer les moines bénédictins (issus de toutes les couches de la société) consacrant souvent leur temps de travail à des scriptoria (singulier : scriptorium), ateliers de copie des livres alors rares et précieux en Occident. Les scriptoria étaient généralement couplés à une bibliothèque. La plus importante d'Occident, celle du monastère du Mont-Cassin, comptait deux à trois mille volumes. Il faut citer aussi celles de Saint-Gall ou de Cîteaux.
Dès leur création au XIIe siècle, les universités prennent le relais et complètent l'action des monastères. Les universités qui se créent peu à peu dans toute l'Europe ont souvent leurs propres bibliothèques. Il convient d'y ajouter les nombreux collèges, qui sont aussi des lieux d'études et ont des bibliothèques. Les rois créent à leur tour leurs propres bibliothèques, qui prennent parfois une grande ampleur, comme celles de Saint Louis ou de Charles V. Certaines d'entre elles sont à l'origine des bibliothèques actuelles, comme la Bibliothèque vaticane, fondée par Sixte IV. D'importantes bibliothèques se créent également dans le monde islamique, avec le développement de la culture islamique au VIIIe siècle, permettant en particulier la diffusion de la culture grecque, traduite en langue arabe, ainsi que celle de la culture arabe anté-islamique. La bibliothèque Al Quaraouiyine à Fès au Maroc est souvent citée comme la plus ancienne bibliothèque au monde encore en activité. Récemment rénovée, elle comporte vingt mille manuscrits dont 3 800 très précieux remontant au VIIIe siècle,.
Au Moyen Âge, le mot « librairie » (issu du latin impérial) est utilisé en français dans le sens de bibliothèque, qui perdurera jusqu'à la Renaissance (ex : la « librairie de Montaigne »).

### Renaissance et époque moderne

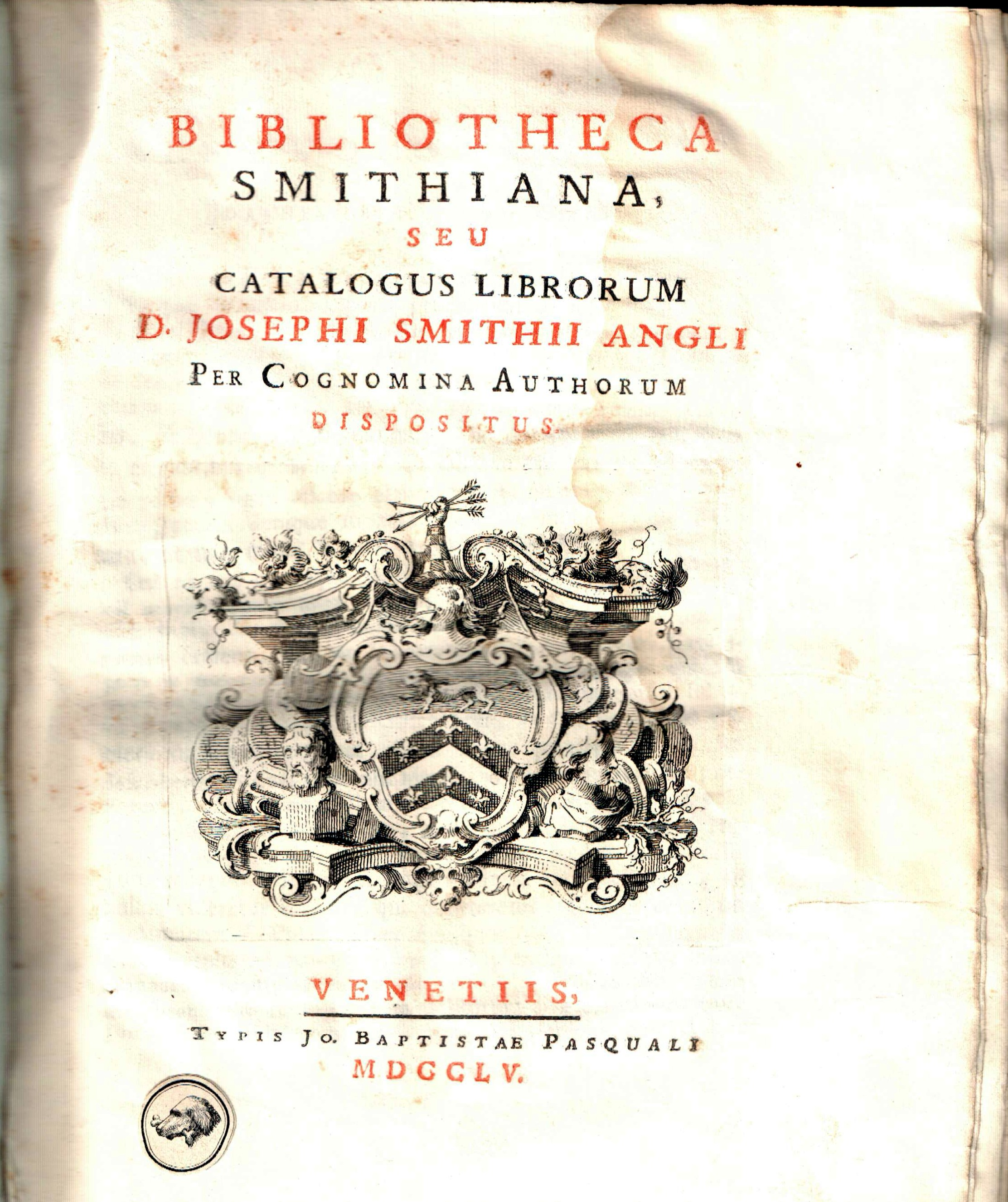
Page de garde d'un catalogue.

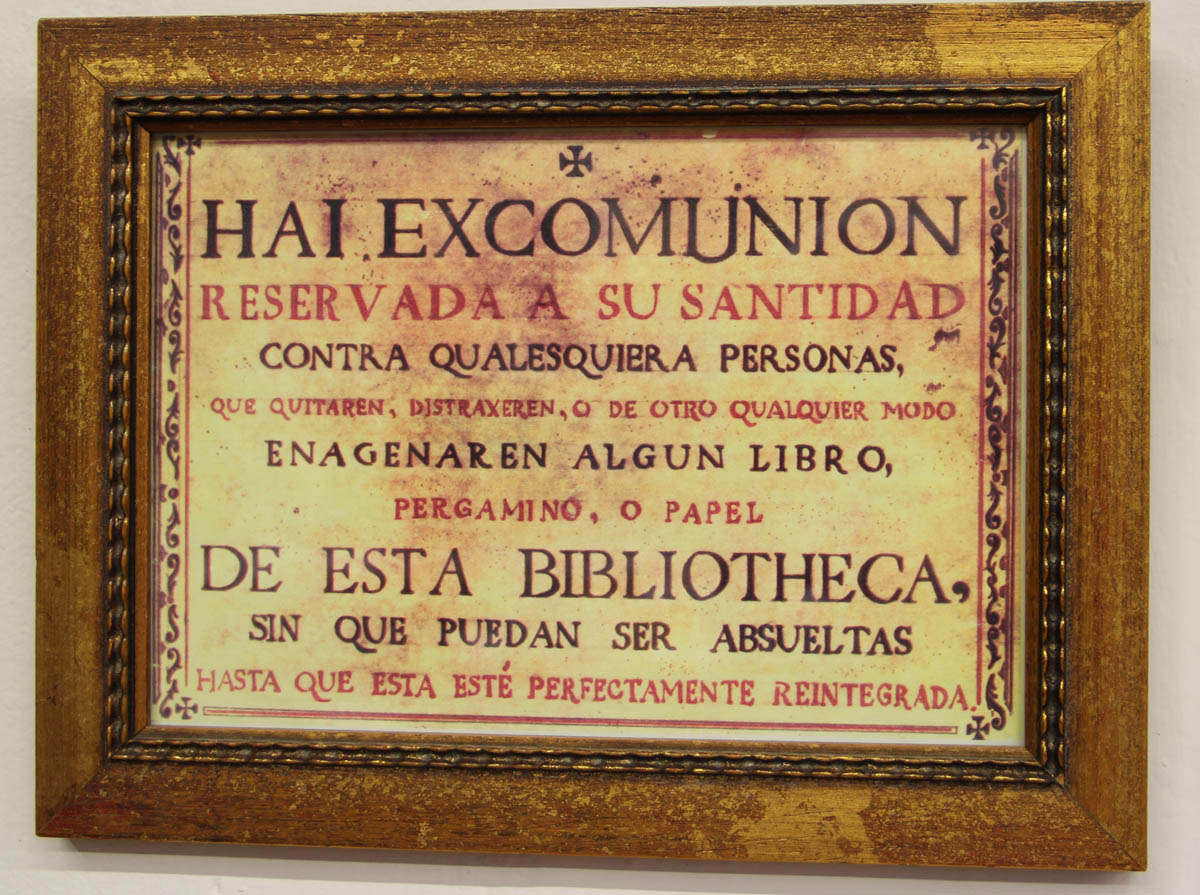
Panneau menaçant d'excommunication quiconque volerait un livre de la bibliothèque. Hôpital d'Úbeda. Vers 1570.

Le développement de l'Humanisme à partir du XIVe siècle entraîne, avec l'intérêt particulier porté à l'« utilité publique », l'ouverture de bibliothèques publiques et le développement de bibliothèques privées. L'invention de l'imprimerie modifie, à partir du XVIe siècle, le contenu de ces bibliothèques. À la fin du XIVe siècle à Florence, Niccolò Niccoli lègue sa bibliothèque privée pour qu'elle soit ouverte au public. L'organisation de cette bibliothèque est confiée à Cosme l'Ancien et la première bibliothèque publique est ouverte dans le couvent dominicain de San Marco. Parallèlement, tout au long des XVe et XVIe siècles, Cosme puis Laurent de Médicis et leurs descendants, au premier rang desquels Cosme Ier de Médicis, enrichissent une bibliothèque privée, où les manuscrits tiennent encore le premier rang, qu'ils font aménager par Michel-Ange, pour l'ouvrir finalement au public en 1571 : c’est la bibliothèque Laurentienne (biblioteca Mediceo Laurenziana), qui existe encore aujourd'hui. Cosme l'Ancien voulait y concentrer les productions de la pensée humaine et les rendre accessibles aux gens lettrés.
En Hongrie, la Bibliotheca Corviniana était, à la Renaissance, la plus grande collection de livres d'Europe après celle du Vatican.
En France, François Ier institue le dépôt légal, obligation pour les imprimeurs libraires de déposer un exemplaire de chacune de leurs publications à la bibliothèque du roi. Les bibliothèques s'ouvrent progressivement au public à partir de la fin du XVIe siècle (à Salins en 1593), très timidement au début, assez largement au XVIIIe siècle. Les grandes bibliothèques comme la bibliothèque du roi connaissent une réputation prestigieuse et deviennent un lieu de visite obligée pour les voyageurs de marque, en particulier au nord de l'Italie. En Angleterre au XVIIe siècle (par exemple, la Bibliotheca Smithiana), en Europe centrale au XVIIIe siècle, des libraires ouvrent en annexe à leur boutique une bibliothèque de prêt. Plusieurs bibliothèques privées, données ou léguées par leurs propriétaires, deviennent des bibliothèques publiques, comme la bibliothèque Inguimbertine de Carpentras.
Le modèle européen de bibliothèque se déplace dans les colonies, en particulier dans les futurs États-Unis, où de nombreuses bibliothèques universitaires actuelles sont issues des établissements d'enseignement fondés dès le XVIIe siècle sur le modèle de ceux du Vieux Continent. À Florence, la collection léguée par Antonio Magliabechi en 1714 à la ville (trente mille volumes) constituent le début de ce qui deviendra ensuite la Bibliothèque nationale centrale de Florence (BNCF), devenue publique dès 1737. François II de Toscane décide d'y faire déposer aussi un exemplaire de tout ce qui s'imprime à Florence (1737) puis dans toute la Toscane (1743). Elle reçoit toujours une partie du dépôt légal italien.

### Époque contemporaine

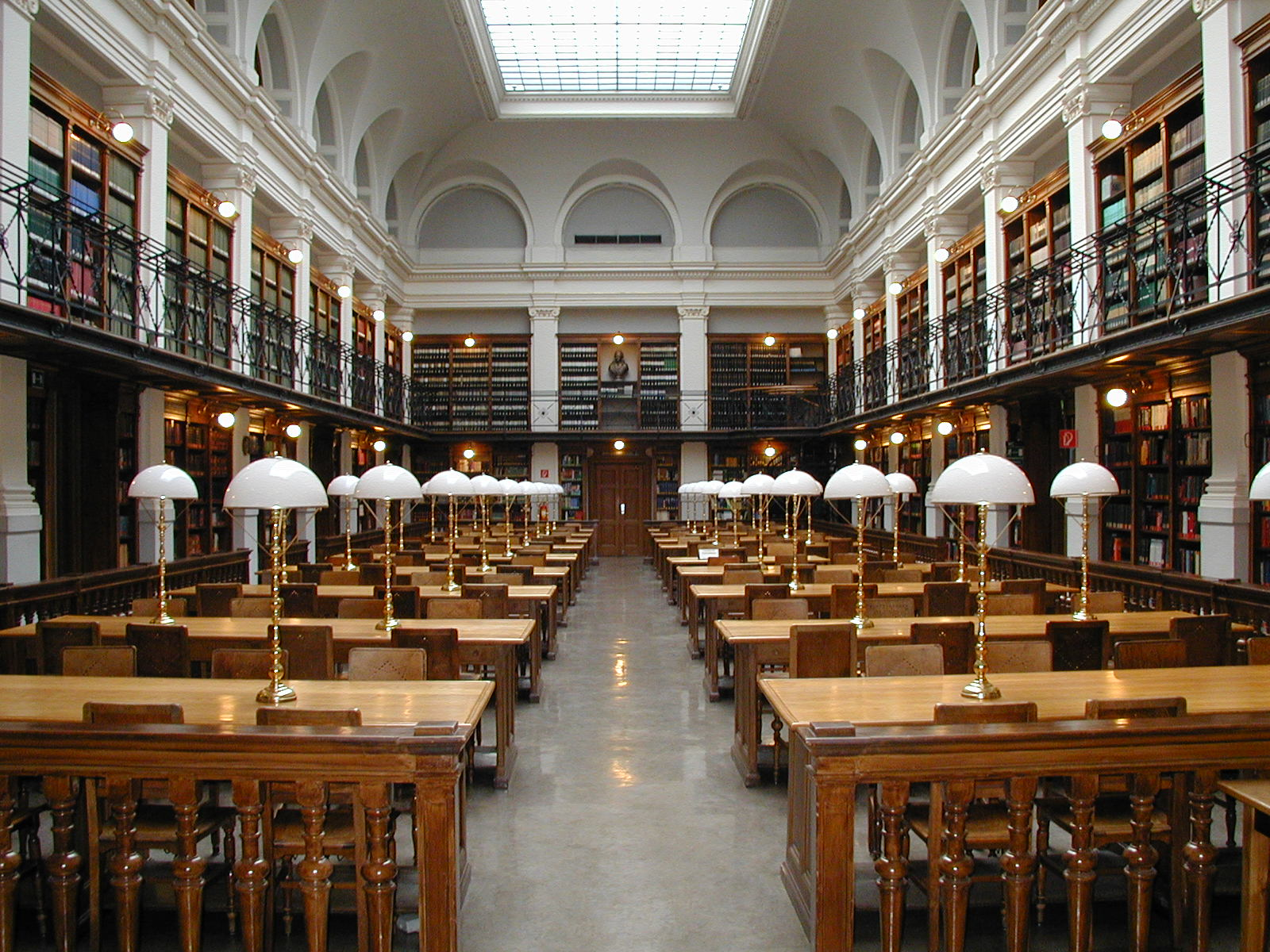
Salle de lecture de la Bibliothèque de l'université de Graz (Autriche, XIXe siècle).

Le développement des bibliothèques de tous types s'accélère entre la fin du XVIIIe et le XXIe siècle. Le transfert de collections privées au public se poursuit. En France, ce transfert se fait en grande partie à la suite de la confiscation des biens du clergé, des aristocrates et des institutions d'Ancien Régime dissoutes (y compris les académies) par la Révolution française, dont les bibliothèques sont réunies, dans chaque département, dans un seul dépôt. Ces dépôts sont confiés aux villes en 1803 et constituent le noyau de base d'une partie des bibliothèques municipales au XIXe siècle. Toutefois, les villes vont parfois très tardivement s'occuper de ces bibliothèques et leur donner accès. Lorsqu'on finit par nommer un bibliothécaire (non payé), en général la bibliothèque est logée dans l'hôtel de ville, même si certaines villes construisent un bâtiment spécifique (Amiens, 1823). Les cabinets de lecture privés se développent, et proposent soit la consultation sur place soit une forme de location de livres ou de journaux. Les abonnements sont assez chers, ce qui en réserve l'emploi à la bourgeoisie. Mais parallèlement, et pendant tout le XIXe siècle, on voit de nombreuses créations ou tentatives de création de bibliothèques populaires : ligues catholiques et protestantes, mouvements ouvriers. Déterminant fut le rôle d'Alexandre Vattemare (1796-1864), fondateur du premier système d'échanges culturels internationaux et promoteur des bibliothèques publiques. Le développement des études supérieures entraîne celui des bibliothèques universitaires, en particulier en Allemagne qui y consacre de grands efforts ; la France suit, mais avec un retard important.
Les bibliothèques connaissent un développement significatif au XXe siècle, sous l'impulsion de l'Américain Melvil Dewey, suivi par Paul Otlet et Henri La Fontaine, et du Français Eugène Morel. Il se traduit notamment par une amélioration des catalogues et des classifications, par un mouvement de normalisation de description, mais aussi par une volonté de renforcer l'accueil et le service auprès du public. Aux États-Unis, les bibliothécaires instaurent ainsi, dès qu'ils le peuvent, l'accès direct aux documents. Cette politique d'accès libre s'exporte en France dès la fin de la Première Guerre mondiale grâce à l'action de bibliothécaires américains dans les régions dévastées, mais se répand lentement : dans les années 1980, la plupart des documents des bibliothèques universitaires françaises sont encore en communication indirecte. Dans le même esprit, les bibliothèques diversifient peu à peu leurs activités, avec des expositions, des lectures (heure du conte), des conférences et colloques, des animations diverses. Toujours sous l'impulsion de Melvil Dewey et Eugène Morel se développe, dès la fin du XIXe siècle, une formation professionnelle des bibliothécaires, couplée avec une meilleure coopération entre bibliothèques. Ces deux phénomènes favorisent l'émergence d'une profession autonome de mieux en mieux formée, ce qui ne supprime toutefois pas le bénévolat. Le développement des bibliothèques publiques s'amplifie à partir des années 1970, en relation avec l'augmentation de la part de la population poursuivant des études supérieures, la politique culturelle de l'État et des collectivités territoriales et les possibilités offertes par l'informatique. En effet, dès les débuts de cette nouvelle technique dans les années 1950, les ingénieurs ont eu l'idée de l'adapter aux bibliothèques. Toutefois, les phases d'expérimentation ont duré assez longtemps, de sorte que l'informatisation effective ne date souvent que des années 1980, et ne s'est imposée que lentement. Désormais, la plupart des bibliothèques des pays développés sont informatisées, mais ce n'est pas le cas général ; en revanche, de nombreuses bibliothèques en sont à la réinformatisation. Après une période pendant laquelle le modèle de construction était celui d'un bâtiment accueillant à la fois la bibliothèque et le musée, comme à Grenoble, le XXe siècle voit la construction de bâtiments spécifiques, comme la bibliothèque Carnegie à Reims, parfois de grande taille comme la bibliothèque de La Part-Dieu, à Lyon, au milieu des années 1970.

## Types

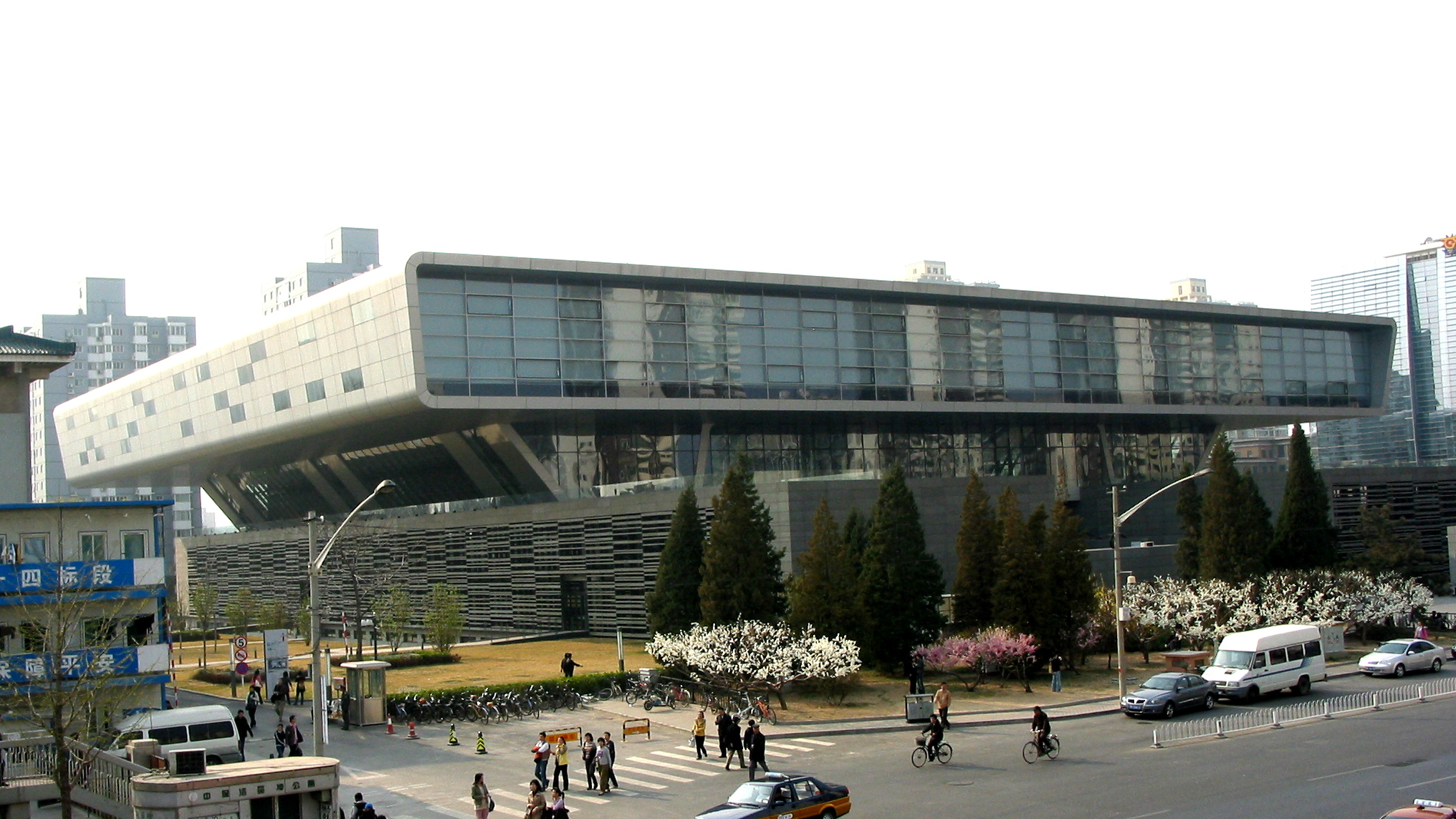
Bibliothèque nationale de Chine (Pékin).

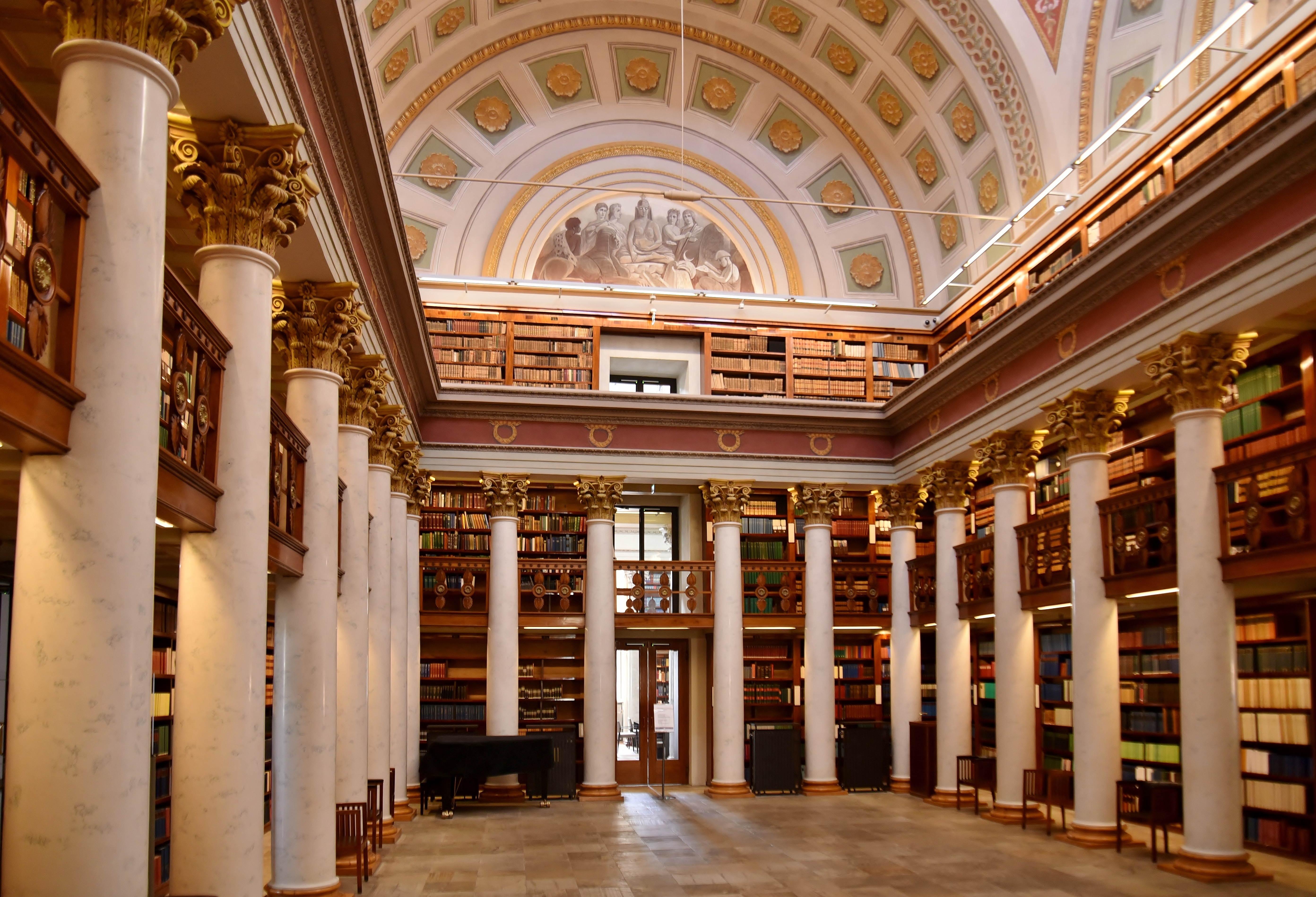
Intérieur de la Bibliothèque nationale de Finlande, qui fait partie de l'Université d'Helsinki.

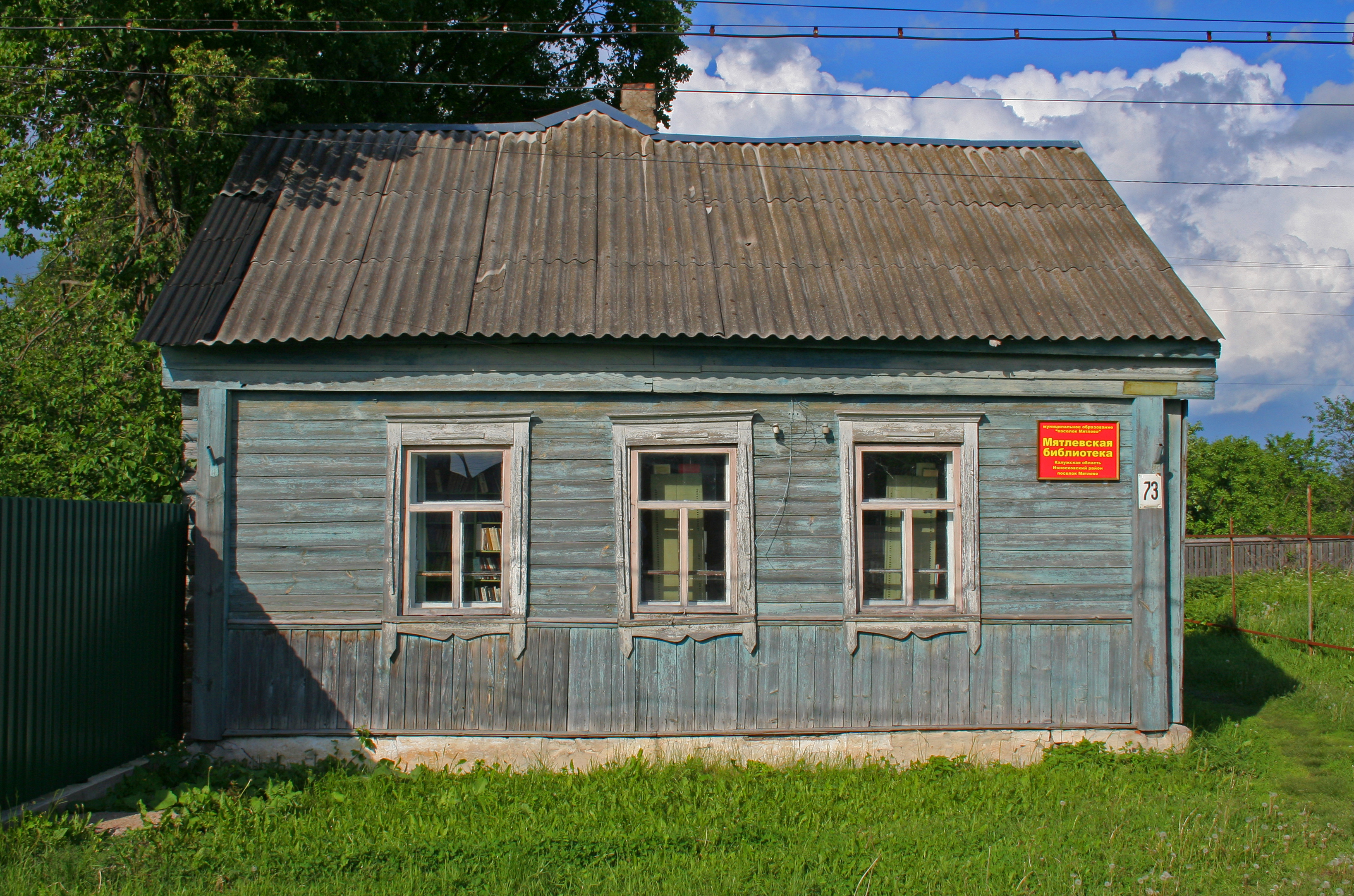
Bibliothèque à (Oblast de Kalouga, Russie).

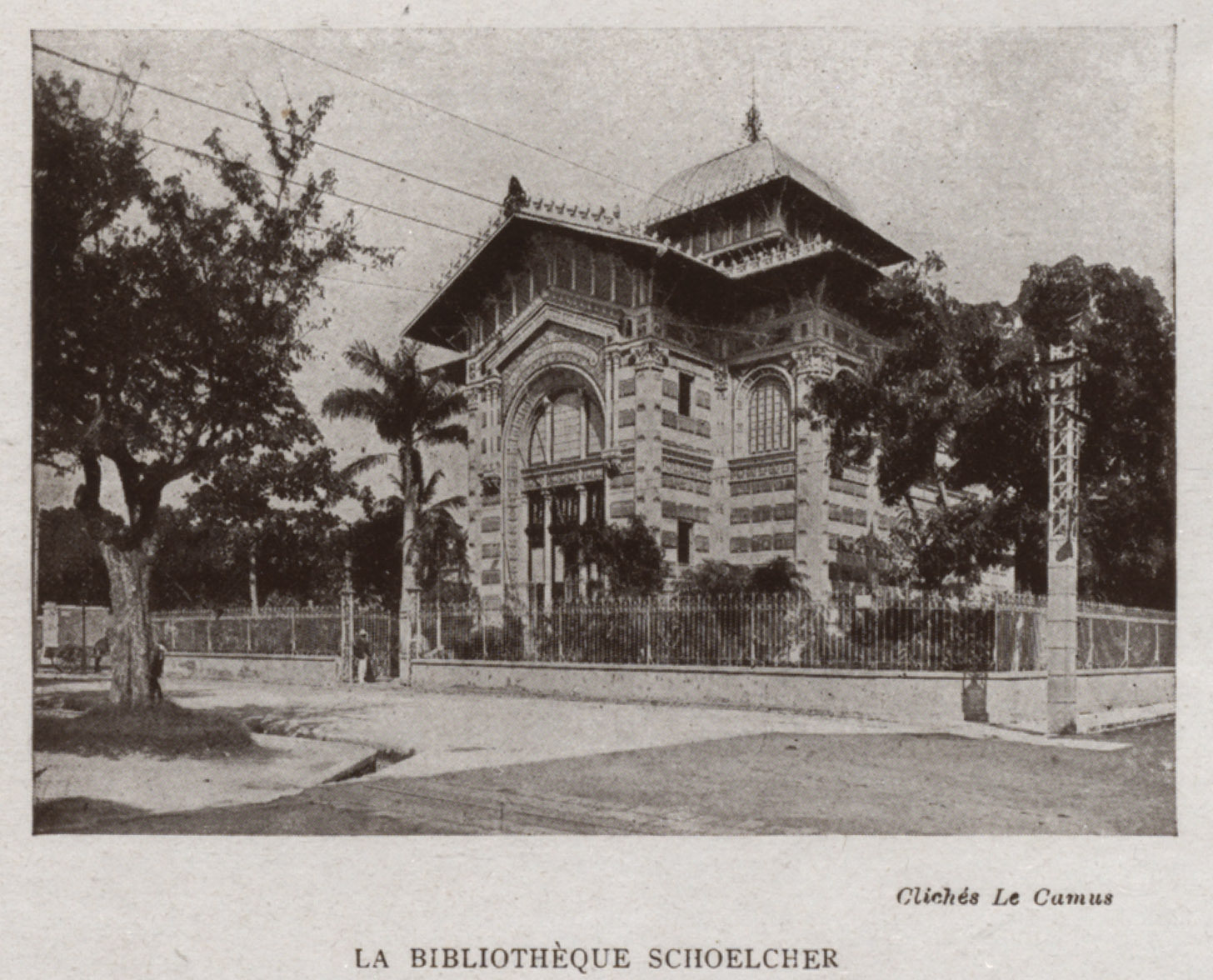
La bibliothèque Schoelcher à Fort-de-France dans les années 1920-1930.

Les bibliothèques présentent une grande diversité. Ce sont tantôt des établissements à part entière, tantôt des services faisant partie d'un autre établissement. Certaines sont très largement ouvertes, d'autres accessibles à un public restreint. Certaines bibliothèques sont gérées par les pouvoirs publics, d'autres par des organismes de droit privé. Cependant, le critère principal dans la typologie des bibliothèques est celui de leur fonction. Dans chaque pays, les bibliothèques nationales recueillent et conservent les documents qui font l'objet du dépôt légal ; elles conservent souvent aussi d'autres documents. Elles assurent généralement le rôle d'agence bibliographique nationale, en assurant la description de la production imprimée nationale et la diffusion de bibliographies nationales. Certains pays peuvent avoir plusieurs bibliothèques nationales.

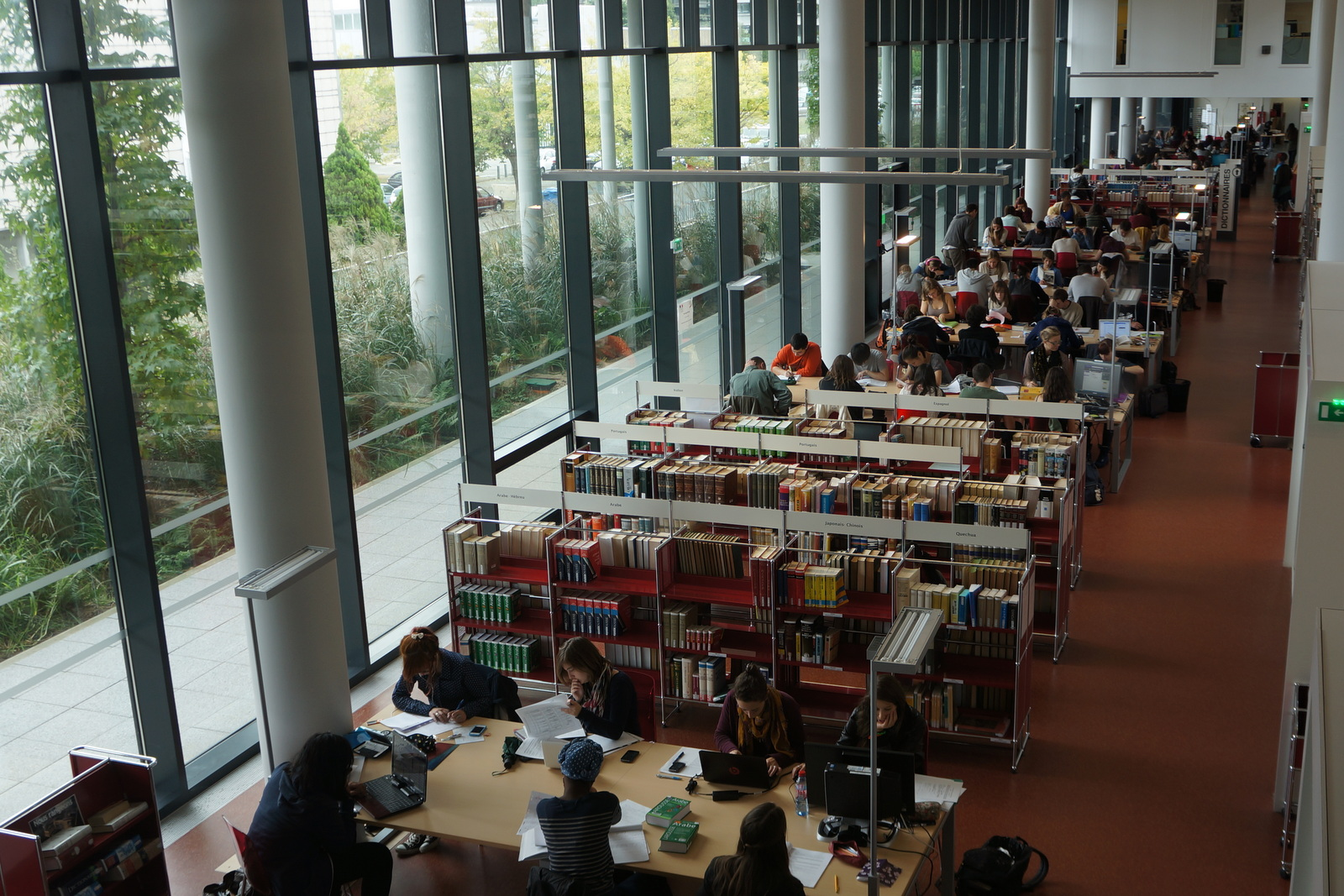
Centre de Ressources des Langues - Université Toulouse Jean Jaurès

Il existe également des bibliothèques régionales dans certains pays. De statut varié (certaines sont aussi universitaires), elles assurent la conservation à long terme d'un grand nombre de documents. Elles peuvent servir de « bibliothèques de recours » pour la population de la région et participer à des réseaux de coopération (de) avec les plus petites bibliothèques. Tel est le cas des bibliothèques cantonales en Suisse (RERO ou SLSP) ou des bibliothèques de Land en Allemagne, ou des bibliothèques régionales en République tchèque.
Le terme de bibliothèque publique, calqué sur l'anglais public library, est rendu aussi en français sous la forme « bibliothèque de lecture publique ». Ces bibliothèques sont destinées à l'ensemble de la population locale pour lui permettre de s'informer et de se divertir. Elles sont souvent gérées par les collectivités locales, mais peuvent fonctionner sous forme d'associations ou concédées au secteur privé ; elles peuvent aussi être gérées par l'État. Stricto sensu, on ne peut pas toujours compter les bibliothèques universitaires dans les bibliothèques publiques, car elles sont généralement réservées aux professeurs et étudiants (voire seulement à partir d'un certain niveau, comme une partie de celle de Médecine !), mais elles sont parfois aussi aussi ouvertes à tous les publics. L'utilisation du terme « bibliothèque publique » est donc fluctuante. Ainsi les bibliothèques de comités d'entreprise sont des bibliothèques de lecture publique à statut privé. Les bibliothèques d'enseignement et de recherche apportent leur appui aux activités pédagogiques et scientifiques qui se déroulent dans l'établissement dont elles font partie. Il s'agit d'une part de bibliothèques d'école (telles que la Bibliothèque des sciences expérimentales de l'École normale supérieure de Paris), de collège, suivant les noms employés dans les différents pays, ainsi que des bibliothèques universitaires.
Des bibliothèques libres comme en Savoie disséminent la mise à disposition libre de livres dans la ville. Un réseau international, appelé Bookcrossing, s'est même développé autour de cette idée d'abandonner des livres dans les espaces publics. D'ailleurs, du mobilier urbain, à l'instar de cabines téléphoniques, a même été transformé pour abriter ces bibliothèques libres.
Les bibliothèques spécialisées, comme leur nom l'indique, développent des collections dans une discipline ou autour d'un thème. Il existe ainsi des bibliothèques musicales, médicales, juridiques. Cette dénomination inclut parfois (surtout en anglais, special collections) les bibliothèques ou services de bibliothèques conservant les collections patrimoniales.
Ces différents types de bibliothèques ne sont pas toujours cloisonnés et une même bibliothèque peut avoir plusieurs fonctions :
- une bibliothèque nationale peut s'ouvrir à un large public et jouer le rôle d'une bibliothèque publique ;
- certains pays, y compris la France, ont des bibliothèques publiques et universitaires ;
- une bibliothèque de lecture publique peut disposer d'une section spécialisée ou d'un département patrimonial.

En 2018, le Catalogue collectif de France recense 5 045 bibliothèques publiques de tous types en France métropolitaine et 96 en outre-mer.
Les bibliothèques scolaires, qui offrent des services dans des établissements d'enseignements, constituent également un autre type de bibliothèque.
Les bibliothèques des comités d’entreprise qui offrent des services aux employés de l’entreprise privés et à leurs familles.
Les bibliothèques de prisons qui sont considérés comme un « vecteur de revalorisation personnelle et d’insertion scolaire, professionnelle et sociale ».
Autres types de bibliothèques (France) qui sont issus des initiatives citoyennes ou associatives. On trouve : le réseau Culture et bibliothèques pour tous, le réseau Bibliothèques sans frontières et enfin les microbibliothèques.

### Bibliothèque vivante
Les « bibliothèques vivantes » sont apparues dans le début des années 2000 . Celle-ci a émergé pour la première fois, au Danemark, dans la ville de Copenhague où une atmosphère conflictuelle régnait. Le tout débute lorsque des amis danois créent un groupe appelé Stop de violence, afin d’organiser des activités pacifiques et antiracistes pour aider les jeunes danois à comprendre les raisons qui pouvaient expliquer la montée des violences racistes dans leur pays. L'ONG commence par faire, entre autres, des concerts de musique et des lectures publiques. C'est uniquement lorsque l'organisme est invité au festival Roskilde qu'il décide d'organiser une activité pour amener les gens à parler ouvertement de leurs préjugés, et donc, c'est là qu'est née la première « bibliothèque vivante » . Depuis ce moment, l'idée a été reprise par plus de 80 pays où le même type d'évènement a eu lieu. L'objectif était simple, permettre aux gens de faire tomber les stéréotypes qu'ils pouvaient avoir à l’égard des autres, en créant un espace où ils peuvent entrer dans une conversation positive avec ceux-ci. Le principe est le même que celui des autres bibliothèques, à l'exception près, qu'au lieu d'emprunter des livres, les utilisateurs empruntent des humains. Par exemple, lors d’une « bibliothèque vivante » qui a eu lieu à Londres, un participant, atteint d’une dépression, a décidé de venir partager son expérience avec des passants afin d'amener ceux-ci à mieux comprendre la réalité de ce diagnostic. À cette même « bibliothèque vivante », il avait aussi des livres qui parlaient de violence domestique et de troubles post-traumatiques.
Puisqu'il s'agit d'un outil qui a pour but de permettre une meilleure cohésion sociale, les « bibliothèques vivantes » favorisent la sélection de livres qui sont souvent confrontés à des stéréotypes. De plus, les organisateurs vont préférablement mettre en contact des personnes qui normalement n'auraient pas eu l'occasion de discuter ensemble afin qu'ils puissent, durant la lecture du livre, travailler leurs préjugés. Pendant l'emprunt qui est d'une durée déterminée, le « livre humain » partage ce dont il a envie, et « l'emprunter » est amené, s'il le désire, à poser des questions. À l’inverse de plusieurs types de bibliothèques, les « bibliothèques vivantes » sont mouvantes, et elles peuvent donc avoir lieu à divers endroits comme dans des écoles, des parcs ou encore des hôpitaux. Cela étant dit, l’organisateur ou bibliothécaire doit s’assurer de penser, pour le bon déroulement de l'activité, à l'endroit où cela prendra lieu. En effet, la rencontre doit avoir lieu dans un espace qui aspire la tranquillité.
Par ailleurs, une étude effectuée en Hongrie en 2013 a démontré l’efficacité d’un programme de « bibliothèques vivantes » pour réduire les préjugés que les emprunteurs avaient à l'égard des « livres ». Une autre étude plus récente menée en Turquie a aussi montré les bienfaits des « bibliothèques vivantes » pour travailler les préjugés des gens.

## Activités
Les activités des bibliothèques s'articulent essentiellement autour des collections et du public.

### Activités liées aux collections
Ces activités sont les plus traditionnelles :
- Acquisitions : achat ou collecte par don, dépôt ou dépôt légal de nouveaux documents, bulletinage ;
- Signalement : catalogage, description, indexation matière (description par des mots du contenu afin de permettre les recherches) des documents possédés par la bibliothèque et choix des indices de classement pour les collections de libre accès. Les thésaurus documentaire les plus utilisés en France sont Rameau (Répertoire d’autorité matière encyclopédique et alphabétique unifié) et les vedettes-matière « Blanc-Montmayeur Danset »[31]. La classification la plus répandue pour le classement des documents en libre accès est la classification décimale de Dewey. La classification décimale universelle, autrefois répandue dans les bibliothèques universitaires, est en très forte régression. La classification de la Bibliothèque du Congrès est largement utilisée dans le monde, surtout dans le monde universitaire ou dans certaines bibliothèques spécialisées. Les bibliothèques disposent de plus en plus souvent pour leurs imprimés et périodiques d'un catalogue informatisé de leurs collections, parfois accessible par Internet. Certaines publications ou certains ouvrages anciens peuvent y être scannés et mis en ligne.
- Conservation : pour les collections courantes, équipement, reliure, réparation ; pour les collections patrimoniales, conservation préventive (conditions hygrométriques convenant aux supports, conditionnement), conservation curative (restauration, désacidification) ;
- Traduction : les bibliothèques sont aussi des lieux ou des étudiants, enseignants, chercheurs ou autres professionnels viennent traduire dans leur langue ou dans une autre langue des éléments d'ouvrages ou des ouvrages anciens[32] ;
- Élimination : couramment appelée « désherbage », « pilon » ou « élagage » (en Belgique francophone) par les bibliothécaires, cette activité consiste à retirer des collections les documents ne devant pas être conservés, en raison de leur état physique, de l'obsolescence de leur contenu, de leur inadéquation avec les missions de la bibliothèque ou du manque d'intérêt du public. Parfois, ces documents éliminés ne sont pas détruits mais proposés et offerts aux usagers, à des universités ou confiés à un service public ou privé d'archives.

### Activités liées au public
Ces activités se sont fortement développées depuis la fin des années 1970 :
- Prêt, retour et rangement des documents ;
- Renseignements sur place à la bibliothèque et, parfois, à distance (par téléphone, courrier, fax ou internet et messagerie), notamment à travers des services de référence virtuelle comme Askal ou BiblioSésame ou référence nomade.
- Action culturelle (expositions, contes pour enfants, rencontres avec des écrivains, conférences, colloques, expositions virtuelles).
- Action sociale (ateliers d'alphabétisation pour la lutte contre l'analphabétisme, ateliers pour la recherche d'emplois, initiations aux T.I.C. (Technologies de l'Information et de la Communication), partenariats avec le monde associatif)[33].

### Activités extérieures

#### Jardins de bibliothèque
Le jardin de bibliothèque est un espace vert créé par une bibliothèque dans le but d’offrir un plus large éventail de services à sa communauté. Les jardins de bibliothèques peuvent prendre plusieurs formes en fonction des besoins des communautés desservies.
Leur rôle premier est avant tout éducatif et il s’apparente selon Adrienne Canino, directrice du projet LibraryFarm à la bibliothèque de Cicero, à celui des makerspaces. En effet, le jardin sert avant tout à faire de la nourriture et il crée par ce fait même une « communauté désireuse d’apprendre et de travailler ensemble». Dans le cas de la LibraryFarm, les membres de la bibliothèque sont activement sollicités pour qu’ils participent à l’entretien des cultures et des ateliers liés au jardinage sont proposés pour que les néophytes comme les jardiniers expérimentés puissent parfaire leurs connaissances et c’est souvent le cas ailleurs également. Les jardins de bibliothèque sont des espaces idéaux pour l’apprentissage à la fois formel et informel. Le public jeunesse est particulièrement bien servi en ce qui a trait aux activités organisées dans les jardins. Heures du conte en plein air, bricolages avec des objets organiques trouvés sur place et différents ateliers pour développer les littératies dans les jardins sont souvent offerts lorsque les bibliothèques en sont munies. Le public adulte est, cependant, plus difficile à aller rejoindre selon Melissa Fisher, directrice du programme GreenBranches qui vise à établir un partenariat durable entre la société horticole de New York et les bibliothèques publiques de l’état. Selon elle, il est impératif que les adultes prennent davantage part à la vie dans les jardins de bibliothèque car ceux-ci appartiennent à l'ensemble de la communauté.
Les jardins de bibliothèque comportent souvent un volet de « démonstration » pour compléter leurs objectifs éducatifs. En effet, ils sont dans plusieurs cas construits autour d’un ou plusieurs thèmes que les bibliothécaires veulent mettre de l’avant. Les passants qui s’y attardent peuvent ainsi apprendre en lisant les écriteaux ou tout simplement en observant comment les plantes poussent ou comment elles sont agencées. Les thèmes des jardins sont très variés. À la bibliothèque publique de Kokomo-Howard County, un jardin-habitat a été spécialement conçu pour supporter le travail des papillons. À l’université de Caroline du Nord, un jardin de plantes médicinales a été aménagé sur le terrain de la bibliothèque Health and Sciences. On a même été jusqu’à inclure un vignoble à l’aménagement de la bibliothèque publique de Sainte Helena en Californie.
Si les bibliothèques d’aujourd’hui ont toujours à cœur l’éducation de leurs communautés, elles s’impliquent également de plus en plus pour satisfaire les autres besoins de ces dernières. Un autre objectif des jardins de bibliothèque réside donc dans la lutte contre l’instabilité alimentaire et la promotion de saines habitudes de vie. Tracey A. Overbey, professeure adjointe à l’université d’Ohio, conclue un de ses articles en expliquant que les jardins communautaires ne viendront pas à bout à eux seuls des déserts alimentaires, mais qu’ils font tout de même partie de la solution. Dans cette optique, en 2018, les bibliothèques publiques de Cleveland en partenariat avec différents organismes ont fait naître un jardin où des membres de la communauté ont pu cultiver toutes sortes de plantes. Le fruit des récoltes a été offert à des jeunes du quartier pour qu’ils fassent profiter leur famille des fruits et légumes qui avaient poussé dans leur ville. Un des élèves a d’ailleurs déclaré ne jamais avoir « mangé autant de légumes » que durant ce programme. Les bibliothèques de Gwinnett County en Géorgie ont fait le même pari : pour lutter contre l’obésité et encourager les bonnes pratiques alimentaires, elles se sont dotées de tours hydroponiques. L’engouement général autour de ces jardins verticaux a permis aux bibliothèques de trouver de nouveaux partenaires dans la communauté et d’aller chercher des individus qui, autrement, ne fréquentaient pas les bibliothèques ni ne participaient à leurs activités.
Dans certains cas, une bibliothèque peut plutôt choisir de fonder un jardin « sensoriel » afin que les individus moins enclins au jardinage puissent également profiter pleinement du lieu. Ces lieux possèdent un design orienté vers la stimulation de tous les sens, soit le toucher, le goût, la vue, l’ouïe, l’odorat, la proprioception ainsi que le sens vestibulaire.Cette stimulation est possible grâce à une grande diversité de plantes, à différents aménagements comme des structures surélevées pour grimper ou pour s’asseoir et à des revêtements de sol aux finis variés. Ces lieux ont un effet à la fois relaxant et stimulant et peuvent être particulièrement utiles pour la population neuro-atypique.

## Internet et livre numérique

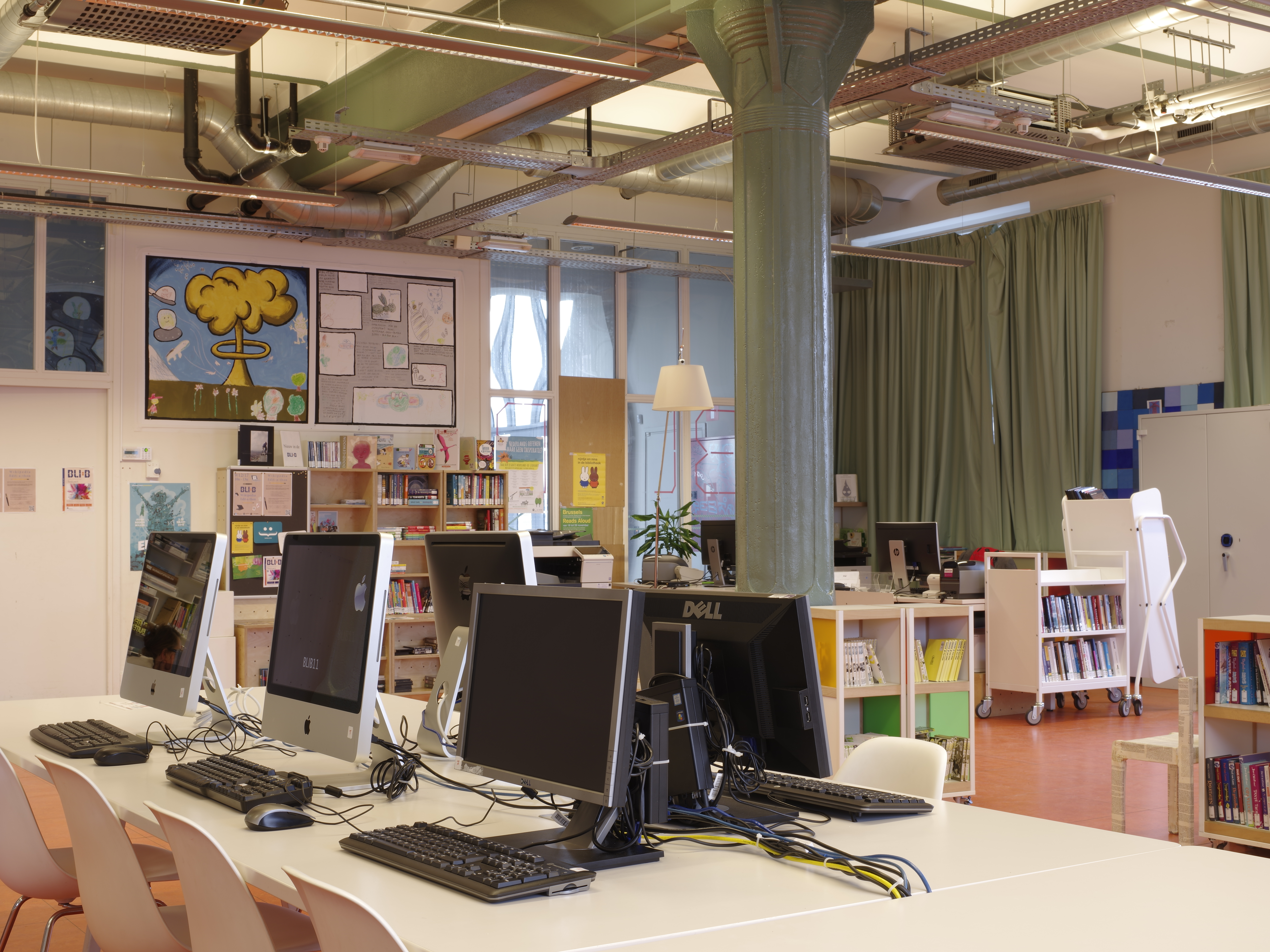
BLI:B, bibliothèque néerlandophone Forest, avenue Van Volxem 364, 1190 Forest.

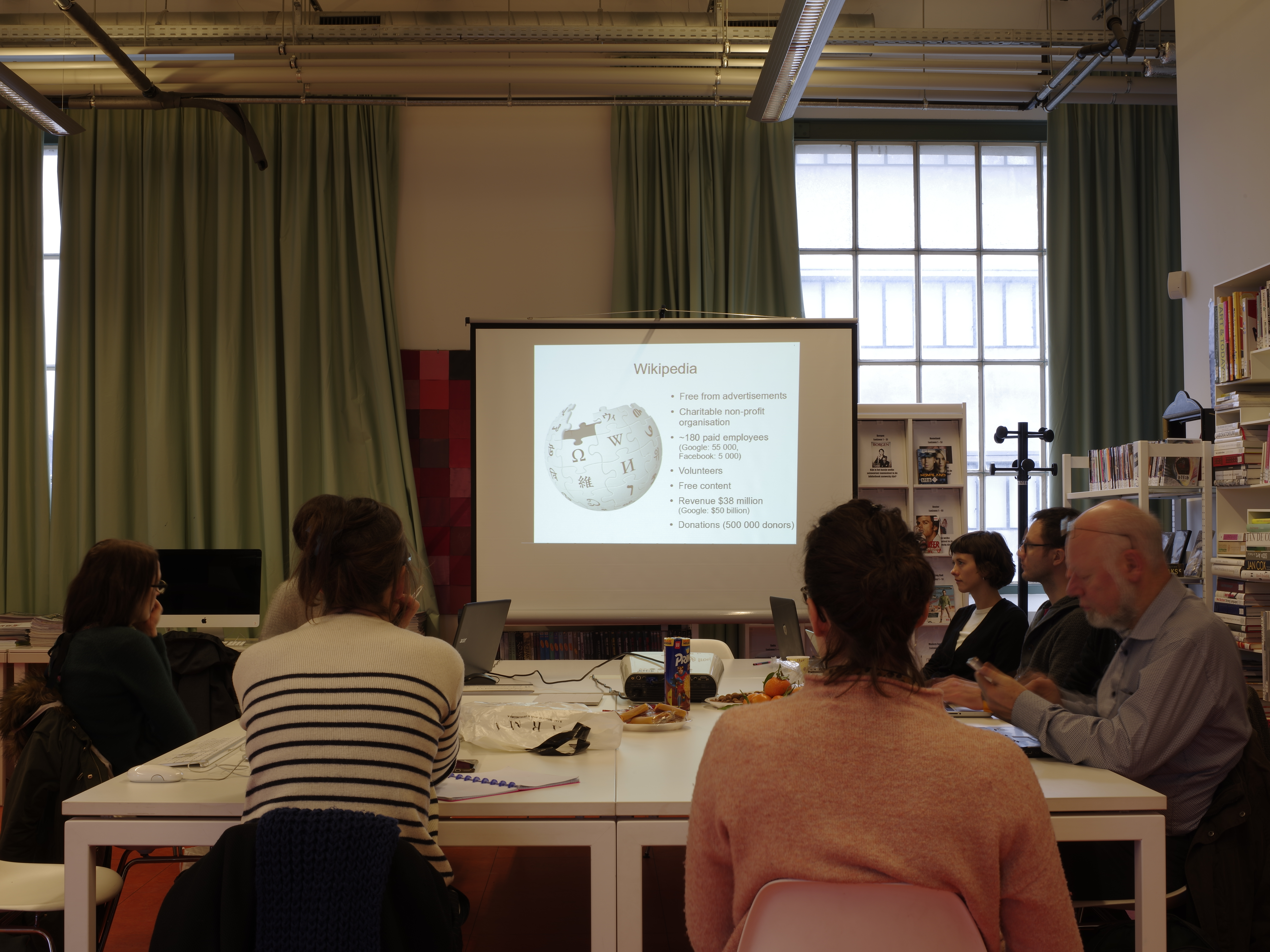
BLI:B, bibliothèque néerlandophone Forest, avenue Van Volxem 364, 1190 Forest.

La majorité des bibliothèques ont maintenant leur propre portail web, ou au moins une page d'accès accordée par leur administration de tutelle, avec leur catalogue en ligne, consultable à distance. Pour les plus importantes, leur catalogue est intégré au portail, de même que leur bibliothèque numérique et des outils comme des bibliographies, des listes de nouveautés, des expositions virtuelles, ainsi que l'accès pour chaque lecteur à l'état de son abonnement (documents empruntés et date limitée de retour).
Dans la plupart des pays, le développement de l'Internet a fait stagner le taux d'inscription en bibliothèque et les prêts sont généralement en baisse. Mais la lecture sur Internet augmente, notamment pour les livres anciens tombés dans le domaine public, scannés et mis en ligne par Google ou d'autres opérateurs. Les salles de lecture et les postes multimédias restent pourtant très convoités. En France, les usagers non inscrits sont en nette augmentation et viennent plus longtemps, mais il est difficile de savoir si c'est le signe d'un déclin ou d'un nouveau départ pour les bibliothèques et leur rôle de recueil et diffusion de la connaissance.
Pour prendre en compte les nouveaux modes de consommation du livre, dont le principal est la lecture numérique, la France, sous l'égide du ministère de la Culture, a décidé de lancer le Prêt numérique en bibliothèque (PNB). Ce projet a vu le jour en 2011 et il est désormais accessible dans les bibliothèques de certaines villes depuis septembre 2014, après une phase de test mi-2014.
Les bibliothèques, grâce à leur système de prêt numérique, permettent aux communautés éloignées l'accès aux livres. Toutefois, quelques bibliothèques limitent l'inscription de leur usager à un territoire délimité.
Au Québec, il existe plusieurs institutions qui offrent le prêt numérique. Notamment, la Bibliothèque et Archives nationales du Québec, la bibliothèque de Québec et les bibliothèques de la Ville de Montréal. Pour la plupart, le système d'emprunt se fait par l'entremise l'application PretNumérique.
Aux États-Unis, les bibliothèques voient leurs moyens financiers se réduire en raison des nouvelles technologies et du désengagement des États : « Depuis quelques décennies, les dirigeants politiques, guidés par la logique du marché, prétendent qu’elles seraient devenues obsolètes : mieux vaudrait selon eux investir dans les nouvelles technologies. Dans la plupart des régions, les bibliothèques manquent donc cruellement de ressources et sont abritées dans des bâtiments vétustes. Malgré une fréquentation en hausse, elles ont dû réduire leurs horaires et rogner sur les jours d’ouverture. Le nombre de postes de bibliothécaire n’a cessé de diminuer, tout comme les budgets alloués à l’achat de livres, journaux et films ».

## L'intelligence artificielle en bibliothèque
Alors que l’intelligence artificielle bénéficie d’un regain d’intérêt depuis la sortie de ChatGPT en 2022, bibliothécaires et spécialistes en sciences de l’information évaluent le rôle que ces technologies pourraient jouer, ou jouent déjà, au sein de la profession.
Depuis les années 85-90, les bibliothèques ont largement informatisé une partie de leurs services, proposant des collections en ligne ainsi que divers contenus sur le web. En date de 2021, seule une minorité de bibliothécaires avaient conscience de faire déjà usage de l’intelligence artificielle dans leurs milieux de travail, bien qu’elle soit déjà à l’œuvre par exemple dans les systèmes de catalogage ou dans les recherches algorithmiques. Ce décalage peut s’expliquer par la confusion souvent suscitée par le terme « intelligence artificielle », souvent assimilée strictement à l’intelligence artificielle prédictive ou à l’apprentissage automatique.
La fonction descriptive de l’intelligence artificielle permet de rendre les collections plus accessibles en générant des descriptions précises de matériels aussi divers que des vidéos, des sons ou des manuscrits anciens, favorisant ainsi un repérage efficace. Cette création automatique de métadonnées améliore la gestion et l’intelligibilité des collections : l’IA, avec sa capacité d’analyse et de traitement de l’information beaucoup plus rapide et massive que celle des êtres humains, présente un potentiel particulièrement intéressant pour les bibliothèques et la recherche. Gallica, la bibliothèque numérique de la Bibliothèque nationale de France, use par exemple de la reconnaissance optique de caractères afin de permettre la recherche rapide dans des millions de documents disponibles en ligne. Dans le cas de documents non textuels (documents visuels, manuscrits, etc.), les systèmes doivent être entraînés pour ces collections spécifiques. Pour un certain nombre de bibliothèques au budget limité, ce coût de développement technique peut s’avérer rédhibitoire.
La robotique a déjà été implantée dans certaines bibliothèques pionnières, comme à la bibliothèque Joe and Rika Mansueto à l’université de Chicago, qui dispose d’un système de stockage et de retrait automatique capable de classer 3,5 millions de documents. Reléguer de telles tâches logistiques répétitives à des robots permet de libérer de la place sur les étagères pour d’autres usages et de soulager les employés, leur permettant de se consacrer à des tâches plus gratifiantes. Le risque d’être remplacés par une forme ou l’autre de l’intelligence artificielle n’échappe pas aux bibliothécaires, qui semblent toutefois peu nombreux à craindre une disparition totale de leurs emplois : beaucoup d’entre eux sont disposés à se former et à intégrer la technologie dans leurs méthodes de travail.
D’autres usages de l’intelligence artificielle sont pour l’instant seulement envisagés comme possibilités dans les bibliothèques, ou en sont encore à un stade exploratoire. La transcription et la traduction automatique, notamment, présentent un potentiel d’accessibilité accrue au savoir pour des populations aux besoins divers. La reconnaissance automatique de la parole pourrait convertir des enregistrements d’histoire orale en textes qui pourront ensuite être indexés, et dans lesquels il serait possible de repérer facilement des mentions de lieux, de noms, etc.
Des agents conversationnels pourraient être implantés pour guider les usagers parmi les collections, offrir des visites guidées virtuelles ou répondre en tout temps aux questions les plus simples de l’entretien de référence. Bien que tous les agents conversationnels ne soient pas développés à partir de l’IA, cette dernière peut participer à rendre les réponses plus fluides et personnalisées. Toutefois, l’utilité de ces agents demeure sujette à controverse : les théories de l’entretien de référence postulant que la première demande de l’utilisateur n’exprime pas nécessairement son réel besoin d’information, lequel doit être exploré durant l’interaction, l’agent conversationnel ne serait alors pas en mesure d’offrir une réponse satisfaisante à la demande.
Les données récoltées sur les usagers pourraient être utilisées pour analyser, prédire, voire influencer leurs comportements : il serait possible par exemple de prévoir à quel moment de l’année les visiteurs seront le plus nombreux ou de gérer avec une plus grande précision la circulation des documents. Étudier sa communauté pour offrir de meilleurs services faisant partie des tâches usuelles d’une bibliothèque, cette pratique, en soi, ne soulève pas forcément d’enjeu éthique. Toutefois, les débordements prévisibles en matière de protection de la vie privée et de consentement des usagers à l’utilisation de leurs données soulèvent des inquiétudes dans le milieu.
La littératie médiatique étant une composante importante de la mission des bibliothèques (particulièrement publiques), ces dernières seront amenées à jouer un rôle dans la littératie des données et de l’intelligence artificielle des publics. Au-delà de son utilisation à l’interne dans leurs milieux de travail, les bibliothécaires seront donc vraisemblablement amenés à jouer un rôle dans l’éducation à une utilisation raisonnée de l’intelligence artificielle, qu’il s’agisse d’outils d’aide à l’écriture ou de repérage des hypertrucages.

## Bibliothécaire

Le Rat de bibliothèque, par Carl Spitzweg, vers 1850.

Traditionnellement, les personnes chargées de gérer la bibliothèque et d'assurer les services au public sont appelées « bibliothécaires ». Toutefois, le titre de bibliothécaire est réservé dans de nombreux pays au personnel d'encadrement justifiant de diplômes universitaires de second cycle en sciences de l'information. En France, le terme de bibliothécaire reste employé de manière générique pour désigner toutes les personnes assurant les activités de bibliothèque, quels que soient leur statut réel et leur profession.
Le métier de bibliothécaire a grandement changé en quelques décennies. De gardien de livres, à gestion de collection, à diffusion d’information, le métier de bibliothécaire se présente aujourd’hui comme étant un facilitateur de connaissances. En effet, le bibliothécaire a pour mandat de donner accès à de l’information à sa communauté, tout en ayant aussi comme mandat d'outiller celle-ci afin qu’elle puisse l'utiliser adéquatement . De plus, le bibliothécaire a pour mission de susciter le gout à l’apprentissage. Ainsi, le bibliothécaire sera, entre autres, amené à donner des formations aux membres, à gérer la collection de la bibliothèque, à créer des partenariats avec d'autres organismes et à créer des activités pour les utilisateurs. Par la force des choses, le bibliothécaire a comme devoir de rentrer en relation avec sa communauté. Le bibliothécaire n’est pas là pour créer une bibliothèque pour la communauté, mais plutôt par celle-ci. Il devra donc être attentif aux besoins de sa communauté en lui permettant de participer aux décisions concernant leur bibliothèque. Le bibliothécaire est alors ce point socle qui va faciliter la relation entre la connaissance désirée et sa communauté. Il est possible de constater qu'un bibliothécaire se doit d’avoir divers types de compétences comme de gestion, de relation, de communication ou encore d'informatique. En somme, un bibliothécaire a pour tâche de mettre en place divers outils qui vont favoriser la co-création de savoirs au sein de sa communauté dans le but d’améliorer celle-ci. Bien qu’il existe divers milieux dans lesquels un bibliothécaire peut travailler, tel que les bibliothèques publiques ou scolaires, l’objectif principal reste le même : le bibliothécaire doit faciliter, par divers moyens, l’accès à la connaissance.

## Dimension sociologique de la bibliothèque
Dès l’Antiquité, lors de son élaboration, la bibliothèque est conçue selon une perspective de stockage et conservation du savoir, dans une optique de protection du pouvoir (à l'image de la grande bibliothèque d'Alexandrie). Elle est alors réservée aux érudits, avec la pratique de la lecture silencieuse et du travail de recherche.
Les missions des bibliothèques sont nombreuses, et ces premières sont notamment des missions culturelles.
La conservation et la diffusion-communication de la culture sont les tâches essentielles des bibliothèques.
Les bibliothèques, dans leurs missions culturelles, se sentent donc impliquées dans toutes les missions qui sont liées au livre, à la lecture, et à la culture : de la conservation du patrimoine à la constitution des fonds et au développement des collections mais aussi de la promotion et de la diffusion de la création culturelle, et surtout leur mise à disposition des lecteurs. Donc il s'agit pour elles de diffuser la mémoire et l'actualité de la pensée, la création littéraire et artistique, l'innovation scientifique et technique…
Les bibliothèques répondent à plusieurs besoins quotidiens, qu'il s'agisse d'information (tout n'est pas sur internet) ou de création (on n'a jamais autant publié qu'aujourd'hui), mais aussi d'égalité car par leurs missions culturelles, il faut souligner que ces bibliothèques publiques ne ciblent pas certains publics mais s'adressent à tous.
Dans les années 1960 - 1970, la France s'empare d'une conception libérale avec la perspective d'accueillir le public. Cette conception tient ses origines du modèle anglo-saxon de la Public Library dans le courant du XIXe siècle. C'est un objectif de démocratisation, d'ouverture de la bibliothèque à toute la population. Néanmoins, de nombreux sociologues de l’éducation l'ayant analysée comme facteur de reproduction sociale (exemple de Pierre Bourdieu,), analysent la bibliothèque selon le même principe. Ils constatent que malgré une volonté d'ouverture au public (via la gratuité de l'entrée), cet espace institutionnel demeure fortement marqué par la domination de la culture scolaire et savante. Elle agit comme un véritable lieu de domination symbolique, son accès est rendu difficile selon la distance de l'usager par rapport à la culture légitime. Serge Paugam, dans son ouvrage Des pauvres à la bibliothèque, observe la fréquentation de la bibliothèque par la classe populaire et les étudiants, et y analyse les pratiques de ce "nouveau" public. Il démontre les difficultés de ce public populaire à s'approprier les codes et prescriptions en recherche d'information, compare l'entrée à la bibliothèque à l'entrée dans le monde de la classe dominante. La construction des Idea Stores vient de ce constat et tente d'y trouver une solution.
Les chercheuses en sciences de l'information et de la communication Valentine Mazurier et Anne Lehmans observent la construction d'une altérité, d'une diversité dans les espaces documentaires que sont les bibliothèques et les centres de documentation et d'information. Dans ces derniers, elles décrivent l'écart entre les pratiques de recherche d'information privées et les pratiques scolaires.

## Missions et influence des bibliothèques
Comme est énoncé dans le manifeste de l’UNESCO qui a été adopté à Paris le 29 novembre 1994 sur les bibliothèques publiques les quatre missions sont : l’information, l’alphabétisation, l’éducation et culture. Selon ce manifeste, ces quatre missions principales peuvent être remplies par les actions suivantes : 
« créer et renforcer l'habitude de lire chez les enfants dès leur plus jeune âge ;
soutenir à la fois l'auto-formation ainsi que l'enseignement conventionnel à tous les niveaux ;
fournir à chaque personne les moyens d'évoluer de manière créative ;
stimuler l'imagination et la créativité des enfants et des jeunes ;
développer le sens du patrimoine culturel, le goût des arts, des réalisations et des innovations scientifiques ;
assurer l'accès aux différentes formes d'expression culturelle des arts du spectacle ;
développer le dialogue interculturel et favoriser la diversité culturelle ;
soutenir la tradition orale ;
assurer l'accès des citoyens aux informations de toutes catégories issues des collectivités locales ;
fournir aux entreprises locales, aux associations et aux groupes d'intérêt les services d'information adéquats ;
faciliter le développement des compétences de base pour utiliser l'information et l'informatique ;
soutenir les activités et les programmes d'alphabétisation en faveur de toutes les classes d'âge, y participer, et mettre en œuvre de telles activités, si nécessaire. »

Dans son ouvrage Exigeons de meilleures bibliothèques, le professeur en bibliothéconomie R. David Lankes a précisé le rôle que doivent remplir selon lui les bibliothèques. Il résume les principaux leviers d'action comme suit :
- Service d’achats groupés : les bibliothèques ont toujours été un véhicule par lequel les communautés mettent en commun leurs ressources pour faire de gros achats et ce à travers la mise en commun des ressources permet le partage des livres les plus demandés.
- Stimulant économique : les bibliothèques peuvent générer de la richesse et de la valeur ajoutée au sein d’une communauté en stimulant l’économie locale et donc permettent de générer des bénéfices directs et indirects en faveur de leurs communautés et de leur faire économiser leur argent.
- Centre d’apprentissage : l’apprentissage fait toujours partie de la mission des bibliothèques. Ces dernières s’engagent dans des programmes d’enseignement de la littératie.
- Filet de protection social : offrir des services et rendre disponible des ressources aux gens qui n’ont pas les moyens de se le payer et fournir de l’information à ceux qui ne peuvent pas y avoir accès.
- Gardienne du patrimoine culturel : les bibliothèques ont un rôle crucial dans la sauvegarde et à la préservation du patrimoine culturel (des documents, des œuvres d’art, manuscrits, etc.)
- Troisième lieu : qui se définit comme un espace communautaire ou troisième lieu de rencontre des membres d’une communauté qui doit être distinctif et original (exemple : des cafés dans les bibliothèques universitaires).
- Berceau de la démocratie : ce rôle se traduit par la participation de la bibliothèque à tenir informé des citoyens pour assurer la vitalité et le maintien d’une démocratie à travers la transparence, l’accès et l’éducation.
- Symbole des aspirations de la communauté : les bibliothèques sont devenues des institutions ambitieuses et ont un impact sur la vie des gens, le bâtiment peut être un symbole à la communauté[72].

## Grandes bibliothèques

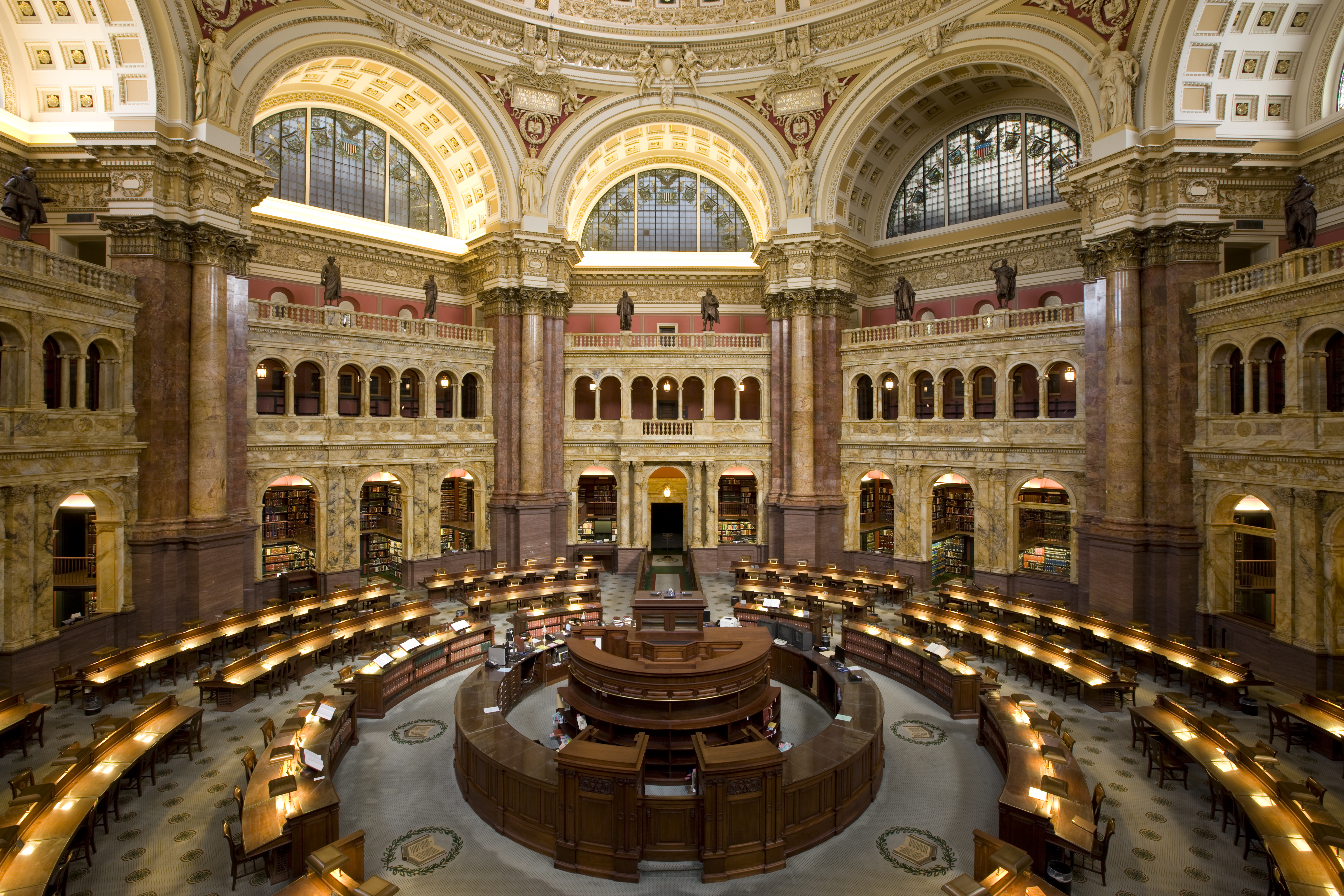
Bibliothèque du Congrès de Washington DC (États-Unis).

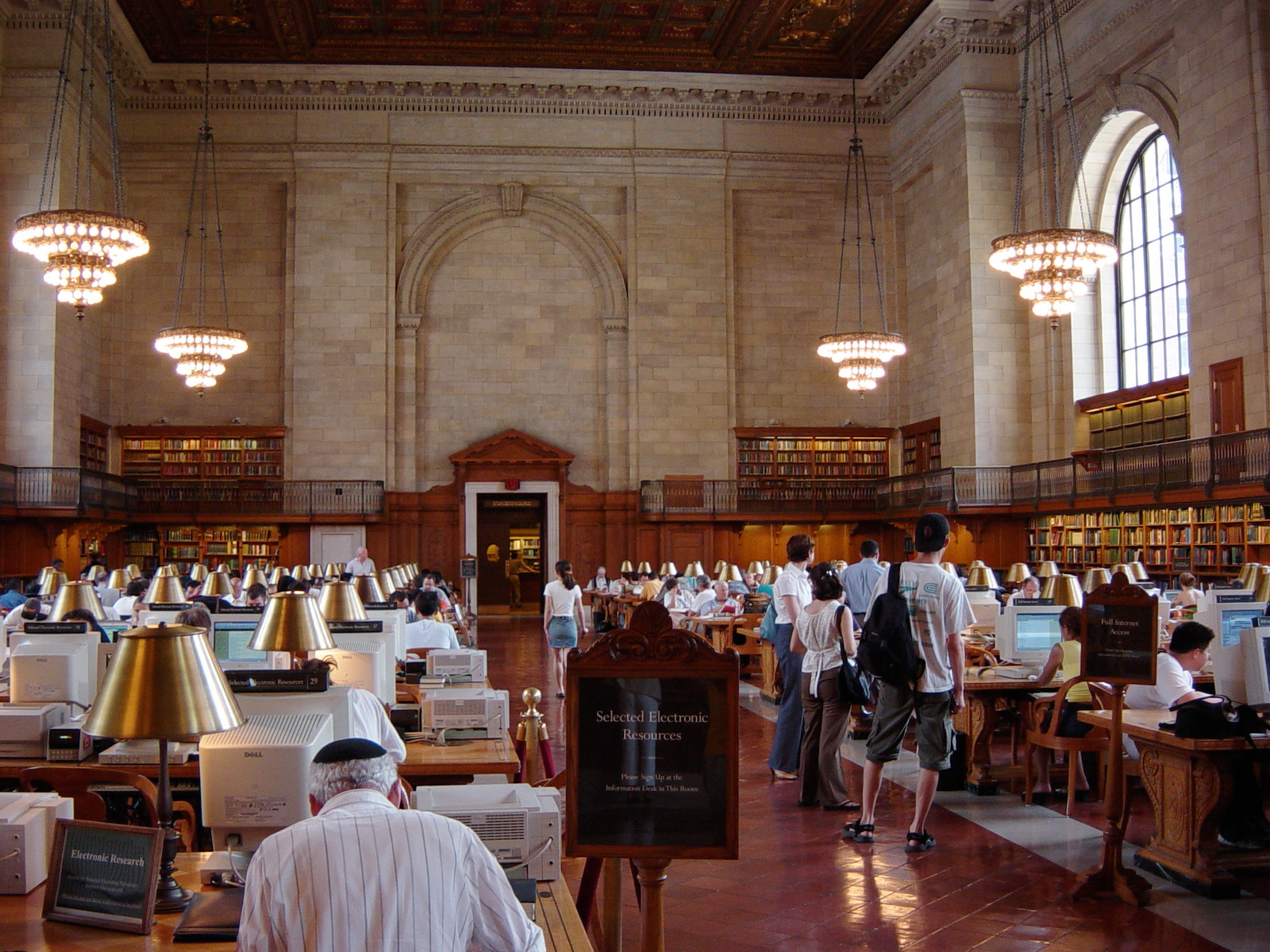
New York Public Library de New York (États-Unis).

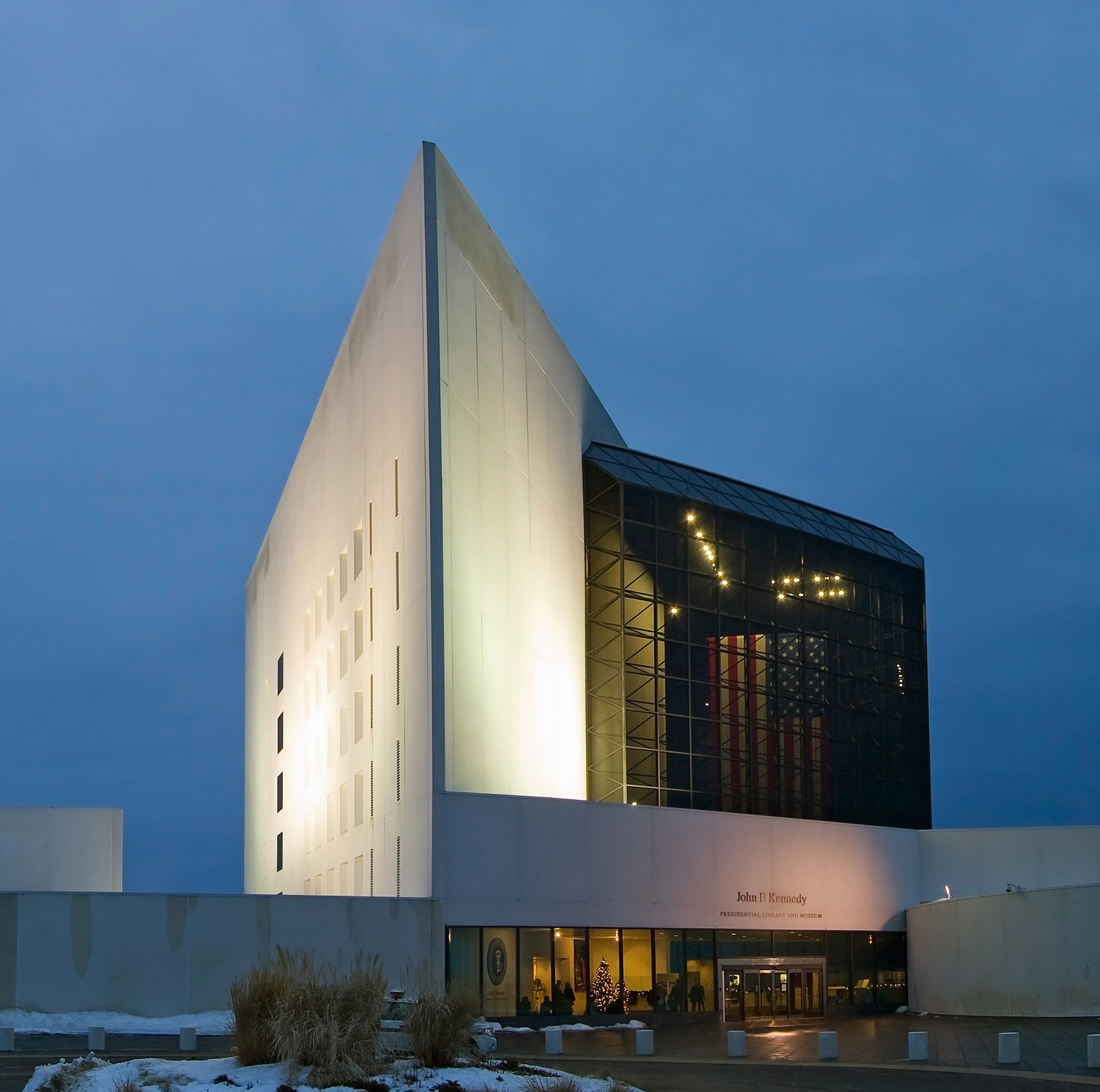
John F. Kennedy Presidential Library and Museum (bibliothèque présidentielle).

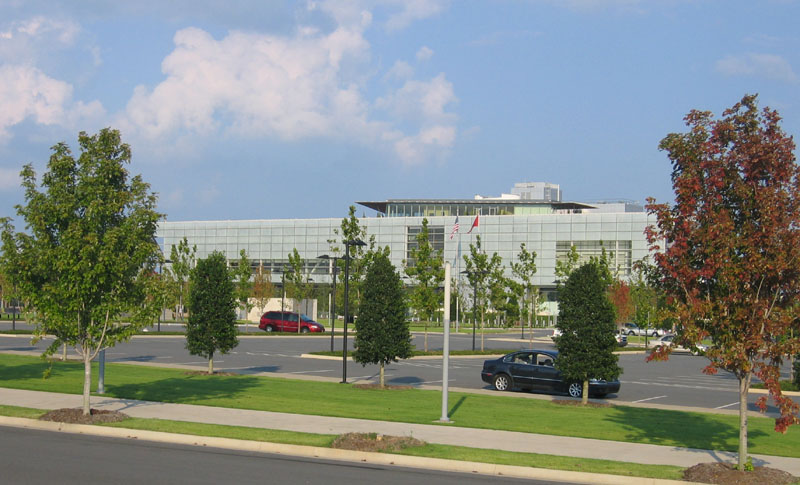
William J. Clinton Presidential Center and Park (bibliothèque présidentielle).

Les plus grandes bibliothèques dans le monde comprenant plus de dix millions de volumes (en 2009) sont :
- Bibliothèque du Congrès à Washington : trente millions de volumes (mais 21,8 millions selon son site internet) sur 144,5 millions de documents[74],[75],[76]
- Bibliothèque publique de New York : 20,4 millions de volumes sur 51,3 millions de documents selon son site internet[77]
- Bibliothèque nationale de Chine à Pékin : 37 millions de documents dont quinze millions de monographies en décembre 2017 selon son site internet[78]
- Bibliothèque d'État de Russie à Moscou : 47,4 millions d'items dont trente millions de volumes dans la collection principale[79]
- Bibliothèque nationale allemande (Deutsche Nationalbibliothek) à Francfort et à Leipzig (outre le Deutsches Musikarchiv à Berlin) : seize millions de monographies, trente-neuf millions de documents[80]
- Bibliothèque nationale de France à Paris : 15,5 millions de volumes sur trente-cinq millions de documents[81]
- Bibliothèque de l'Université Harvard à Cambridge, Massachusetts : quinze millions de volumes
- British Library à Londres : 14,5 millions de volumes et e-books sur 170 millions de documents[82]
- Bibliothèque de l'Académie des sciences de Russie à Saint-Pétersbourg : 14,2 millions de volumes
- Bibliothèque publique de Boston, Massachusetts : quatorze millions de volumes
- Bibliothèque nationale Vernadsky d’Ukraine à Kiev : 15,5 millions de volumes [83]
- Bibliothèque INION à Moscou : 12,8 millions de volumes
- Bibliothèques publiques des Metropolitan London Boroughs à Londres : 12,1 millions de volumes
- Bibliothèque nationale russe à Saint-Pétersbourg : douze millions de volumes sur 37 millions de documents[84],[85],[86]
- Bibliothèque de l'université Yale à New Haven, Connecticut : douze millions de volumes
- Bibliothèque de l'université d'État Lomonossov à Moscou : onze millions de volumes
- Bibliothèque d'État de Berlin (Staatsbibliothek zu Berlin) : douze millions de volumes (mais y compris les tomes de journaux et de revues selon son site internet)[87]
- Bibliothèques nationales centrales de Rome et Florence : onze millions de volumes (mais douze millions au total selon leurs sites internet)[88],[89]
- Bibliothèque RASLNS à Moscou : onze millions de volumes
- Bibliothèque et archives du Canada à Ottawa et Bibliothèque et Archives nationales du Québec à Montréal : vingt millions de volumes[90],[91]
- Bibliothèque de l'université de l'Illinois à Urbana-Champaign : 10,5 millions de volumes
- Bibliothèque publique du comté de Los Angeles, Californie : 10,4 millions de volumes
- Bibliothèque de l'université de Californie à Berkeley : dix millions de volumes
- Bibliothèque nationale de la Diète du Japon (Kokuritsu Kokkai Toshokan) à Tokyo : dix millions de volumes
- Bibliothèque d'État de Bavière : plus de dix millions de volumes en 2012.
- Bibliothèque publique de Shanghai : plus de dix millions de volumes en 2010.

Lors d'une conférence de l'UNESCO en 1964, il fut agréé internationalement qu'un livre est déﬁni comme une publication imprimée non périodique d'au moins quarante-neuf pages. Au même titre que les bibliothèques nationales chargées du dépôt légal, allemande, italienne, voire française, et surtout canadienne, implantées sur plusieurs sites, la Bibliothèque nationale russe additionne en réalité les collections de la Bibliothèque d'État de Russie à Moscou et de la Bibliothèque nationale russe à Saint-Pétersbourg, soit 78,4 millions de documents et une collection cumulée de 32,5 millions de volumes, qui en fait alors la première au monde. Certains chiffres doivent être nuancés, dès lors que certaines bibliothèques, notamment en Europe de l'Est, comptent également chaque tome annuel de périodiques comme un volume, mais pour les deux bibliothèques nationales russes, ceux-ci sont bien distingués des volumes de livres et brochures dans le décompte des collections.
Le périmètre des collections n'est pas non plus identique entre les bibliothèques : la British Library conserve ainsi les collections nationales de timbres (huit millions) et de brevets industriels (cinquante-huit millions) qui dans d'autres pays sont conservées par d'autres institutions. Depuis quelques années, ces établissements, mais aussi des moteurs de recherche sur internet développent une pratique de numérisation de livres ainsi que des sites Web qui conduiront bientôt à relativiser l'importance de ces données, en prenant en compte les services offerts par ces bibliothèques aux utilisateurs éloignés.
La British Library of Political and Economic Science, qui est la bibliothèque de la London School of Economics, constitue la plus grande bibliothèque des sciences sociales au monde avec plus de quatre millions de volumes imprimés.

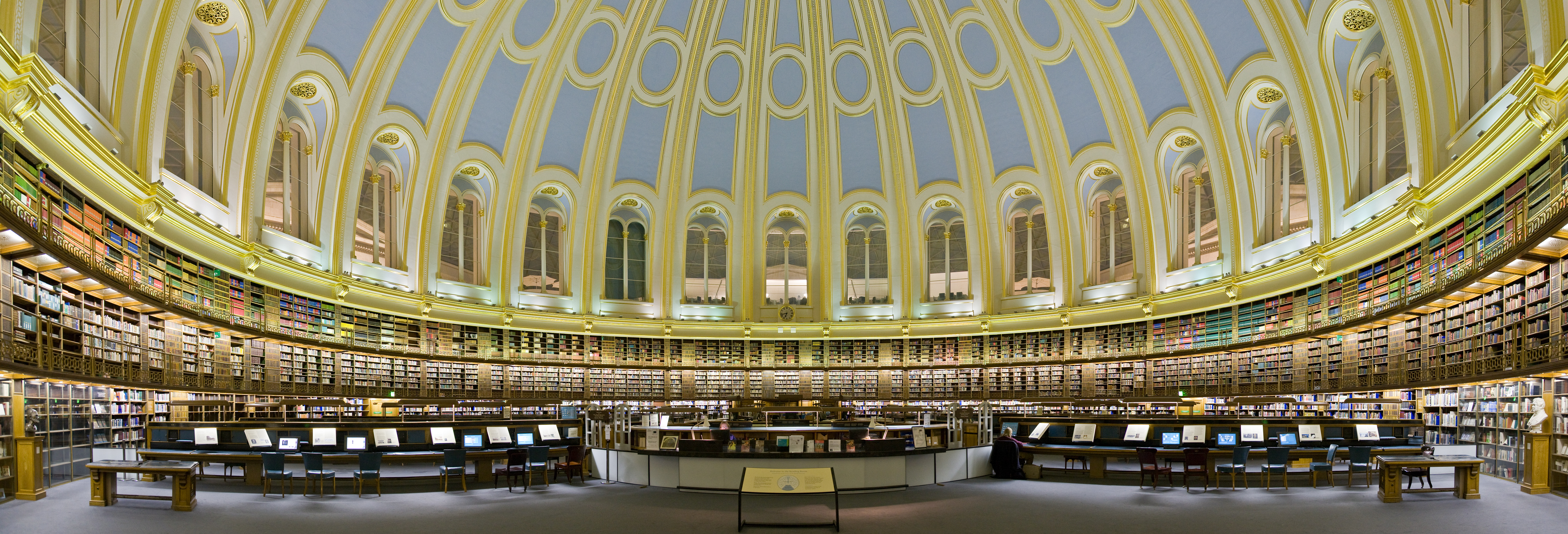
Salle de lecture du British Museum.

## Bibliothèques imaginaires

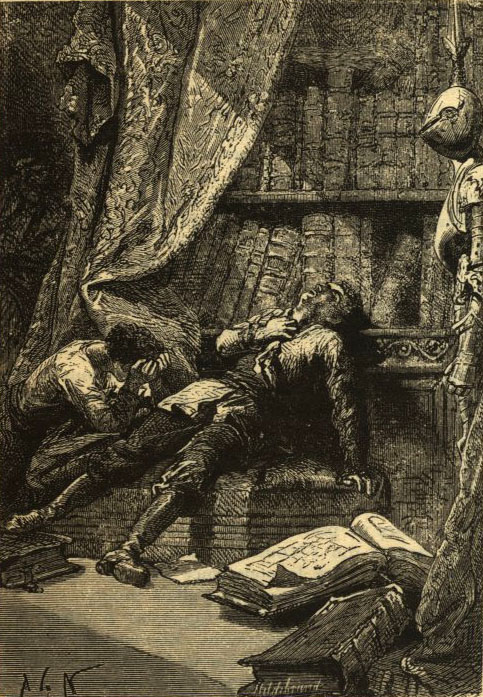
La bibliothèque du Nautilus (Jules Verne).

### En littérature
Des bibliothèques, réelles ou non, apparaissent dans de nombreuses œuvres de fiction. De nombreux écrivains ont développé le thème d'une bibliothèque idéale, donc imaginaire. Le poète et nouvelliste argentin Jorge Luis Borges en est l'un des exemples les plus illustres. Toutefois, certaines bibliothèques imaginaires sont constituées de livres réellement écrits, tandis que d’autres, qualifiées de Biblia abiblia par Max Beerbohm, renferment des ouvrages n’ayant jamais existé.
- Dans les premières, on peut citer :
  - la Bibliothèque de Don Quichotte qui contient, entre une centaine d'autres ouvrages, la Galatée de Cervantes.
  - la bibliothèque du docteur Faustroll, par Alfred Jarry ;
  - la bibliothèque du monastère bénédictin, dans Le Nom de la rose (Umberto Eco), inspirée de Borges[97].
  - La Grande Bibliothèque, dans la série Thursday Next de Jasper Fforde, qui donne accès à n'importe quel livre jamais créé. Il existe une Grande Bibliothèque par langue.
- Dans les secondes :
  - la bibliothèque de l'abbaye de Saint-Victor, dont le chapitre VII de Pantagruel de Rabelais donne le catalogue ;
  - la bibliothèque de Babel est une nouvelle de Jorge Luis Borges, elle-même inspirée de la nouvelle La Bibliothèque universelle de Kurd Lasswitz ;
  - la bibliothèque du comte de Fortsas, qui a fait l’objet d’une véritable mystification en juillet 1840, avec l’annonce d’une vente aux enchères et l’édition d’un catalogue[98] ;
  - la bibliothèque de M. Ed. Guénoud, dont des livres « seront vendus le 1er avril prochain à la salle des Bons-Enfants »[99] ;
  - la bibliothèque de Benjamin Jordane[100] ;
  - la bibliothèque de Turgot, porte dérobée recouverte d'un trompe-l’œil représentant une bibliothèque d'ouvrages fictifs aux titres prêtant à sourire : Histoire naturelle et morale des Araignées avec la Description de leurs Amours, le Code Complet d’une Nation raisonnable ou encore l'Histoire littéraire du Limousin en deux volumes[101] ;
  - la bibliothèque de Poudlard dans la saga Harry Potter de J.K. Rowling ;
  - la bibliothèque de la Citadelle de Villevieille de la série de romans Le Trône de fer de Georges R.R. Martin ;
  - la Base de bibliothèque du Kanto de la série de light novel Library wars de Hiro Arikawa ;
  - Vingt‑quatre heures dans l'incroyable bibliothèque de M. Lemoncello Chris Grabenstein.

On peut citer également les bibliothèques disparues, mais utilisées dans les œuvres de fiction :
- la bibliothèque perdue (Don Rosa).

### En manga
- la bibliothèque pour enfants « La rose trémière » du manga le Maître des livres ;
- la bibliothèque centrale d'Afshak du manga Magus of the Library.

### En jeu vidéo
- la bibliothèque de l'Université Barrockstadt parcourue par l'héroïne du jeu Syberia[102].
- Apocrypha est un plan d’existence dans les jeux Elder Scrolls, qui est une bibliothèque sans fin posée au milieu d'une eau marécageuse noire et toxique[103].

### En série télévisée
- dans les épisodes Bibliothèque des ombres (1re partie et 2e partie) de la série Doctor Who, le Docteur se retrouve sur la « Bibliothèque », un monde-bibliothèque.
- La série A Discovery of a witches débute à la Bibliothèque Bodléienne[104].

#### Première approche
- Anne-Marie Bertrand, Les Bibliothèques, Paris, La Découverte, coll. « Repères », 2003, 123 p. (ISBN 2-7071-2874-0).
- Anne-Marie Moulis, Les Bibliothèques, Toulouse, Milan, Éd. Milan, coll. « Essentiels Milan », 1996, 63 p. (ISBN 2-84113-372-9).
- Denis Pallier, Les Bibliothèques, Paris, PUF, coll. « Que sais-je ? » (no 944), 2010, 12e éd. (1re éd. 1961), 128 p. (ISBN 978-2-13-057064-6).

#### Ouvrages plus spécialisés
- Jacques Bosser, Bibliothèques du monde, Paris, La Martinière  (ISBN 2-7324-2745-4).
- Martine Poulain (dir.), Les Bibliothèques publiques en Europe, Paris, éditions du Cercle de la librairie, coll. « Bibliothèques », 1992  (ISBN 2-7654-0494-1).
- Lucien X. Polastron, Livres en feu : Histoire de la destruction sans fin des bibliothèques, Paris, Denoël, 2004  (ISBN 2-2072-5573-5).
- Hélène Caroux, Architecture et lecture : Les Bibliothèques municipales en France 1945-2002, Paris, Éditions Picard, 2008  (ISBN 978-2-7084-0813-5).
- Virgile Stark, Crépuscule des bibliothèques, Les Belles Lettres, 2015.
- Georges Didi-Huberman, À livres ouverts, Paris, Éditions de l'INHA, coll. « Dits », 2017  (ISBN 978-2-917902-41-7).

- Ouvrage pour les professionnels :
  - Association des bibliothécaires de France, Yves Alix (dir.), Le Métier de bibliothécaire, Paris, éditions du Cercle de la librairie, 2010  (ISBN 978-2-7654-0977-9).